# Humanismus

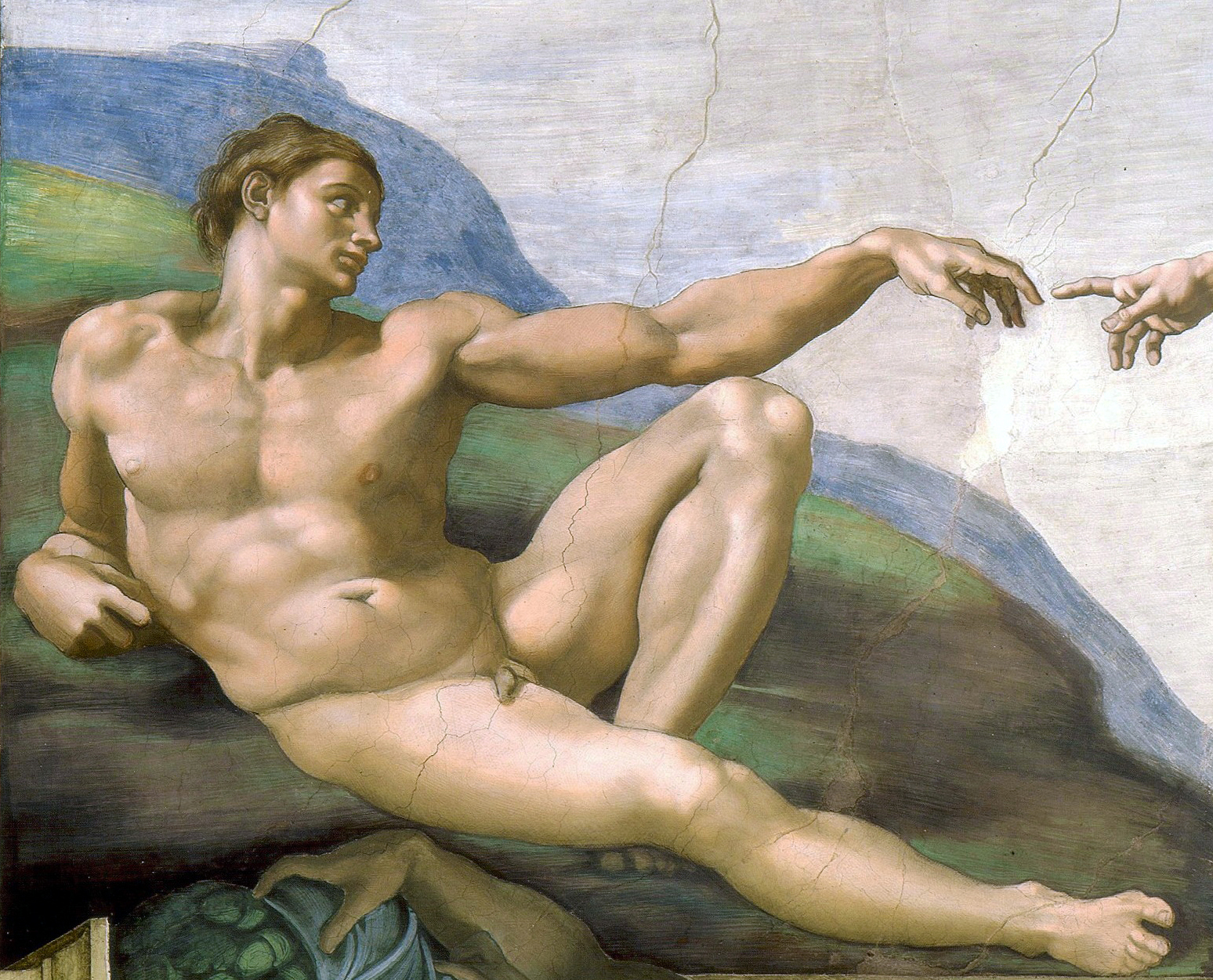
Michelangelo Buonarroti: Die Erschaffung Adams (Ausschnitt)

Humanismus ist eine seit dem 18. Jahrhundert gebräuchliche Bezeichnung für verschiedene, teils gegensätzliche geistige Strömungen in diversen historischen Ausformungen, unter denen der Renaissance-Humanismus begriffsbildend herausragt. Gemeinsam ist ihnen eine optimistische Einschätzung der Fähigkeit der Menschheit, zu einer besseren Existenzform zu finden.
Es wird ein Gesellschafts- und insbesondere Bildungsideal entworfen, dessen Verwirklichung jedem Menschen die bestmögliche Persönlichkeitsentfaltung ermöglichen soll. Damit verbindet sich Kritik an bestehenden Verhältnissen, die aus humanistischer Sicht diesem Ziel entgegenstehen. Hinsichtlich der konkreten Inhalte bestehen zwischen den einzelnen Humanismuskonzepten große Unterschiede, die sich aus der Verschiedenheit der anthropologischen Grundannahmen ergeben. Insbesondere besteht ein Gegensatz zwischen den Modellen, die aus der Tradition des Renaissance-Humanismus hervorgegangen sind, und alternativen Entwürfen der Moderne, die sich in Opposition zum traditionellen Humanismus begreifen und mit ihm wenig gemeinsam haben, aber am Wort Humanismus als Selbstbezeichnung festhalten.

## Geschichte
Der Humanismus der Renaissance war eine breite Bildungsbewegung, die auf antike oder als antik angesehene Vorstellungen zurückgriff. Die Renaissance-Humanisten erhofften sich eine optimale Entfaltung der menschlichen Fähigkeiten durch die Verbindung von Wissen und Tugend. Humanistische Bildung sollte den Menschen befähigen, seine wahre Bestimmung zu erkennen und durch Nachahmung klassischer Vorbilder ein ideales Menschentum zu verwirklichen und eine entsprechende Gesellschaftsform zu gestalten. Der humanistische Lebensentwurf, der an das antike römische Konzept der humanitas anknüpfte, trat als Alternative neben das traditionelle, aus dem Mittelalter überkommene Menschenbild, das stark auf Gott und das Jenseits ausgerichtet war. Scharf grenzten sich die Renaissance-Humanisten vom spätmittelalterlichen scholastischen Gelehrtentum ab.
Die auf antike Schriften und Kunstwerke als klassische Bildungsgüter fokussierte humanistische Bewegung verbreitete sich im 15. und 16. Jahrhundert von Italien aus in Europa, verlor aber im Lauf des 16. Jahrhunderts an Schwungkraft. Sie beeinflusste alle europäisch geprägten Teile der Welt. Einen neuen Impuls erhielt sie im 18. und 19. Jahrhundert durch den in Deutschland florierenden Neuhumanismus, der sich in erster Linie an der griechischen Antike orientierte und im deutschsprachigen Raum das höhere Bildungswesen prägte. Eine Begleiterscheinung war der Griechenenthusiasmus, der sich im Philhellenismus auch politisch auswirkte.
Kritik an der als einseitig empfundenen Ausrichtung des Neuhumanismus auf die Antike und das „klassische“ Griechentum kam von verschiedenen Seiten. Im englischen Sprachraum wurde die deutsche Griechenbegeisterung teils als „Tyrannei Griechenlands über Deutschland“ wahrgenommen. Verfechter einer gleichberechtigten neusprachlichen Bildung wie Friedrich Paulsen wandten sich gegen das Übergewicht des altsprachlichen Unterrichts im humanistischen Gymnasium, der daraufhin schrittweise zurückgedrängt wurde.
Neuartige Ausprägungen hat der Humanismusbegriff in der existentialistischen Philosophie sowie in Marxismus und Realsozialismus erfahren, wobei es von völlig neuen Ansätzen aus zu scharfer Abgrenzung vom „klassischen“ Humanismus kam. Als verbindendes Element alter und neuer Ansätze kann der Anthropozentrismus gelten, die Konzentration des Interesses und der Bemühungen auf den Menschen und seine Einzigartigkeit, im Gegensatz etwa zu Weltanschauungen, die Gott oder das Naturganze in den Mittelpunkt stellen oder die menschliche Lebensform nur als eine unter vielen auffassen.

## Bedeutungen und Problematik des Begriffs Humanismus

### Entstehung und traditionelle Verwendungen des Begriffs
Der deutsche Begriff Humanismus wurde erstmals von Friedrich Immanuel Niethammer in der 1808 erschienenen Schrift Der Streit des Philanthropinismus und Humanismus in der Theorie des Erziehungs-Unterrichts unserer Zeit verwendet. Er verteidigt die an der griechischen Klassik orientierte Bildung gegen die praktisch-technische Ausbildung an den Realschulen. Der praktische Nutzen soll nicht allein im Vordergrund stehen. Die humanistische Bildung gibt den Jugendlichen klassische Muster vor, die zu einer ästhetischen, moralischen und geistigen Entwicklung beitragen. Nach Niethammer hat der von den Griechen thematisierte Logos den Menschen über seine rohe Natur hinaus zum Geistigen geführt. Erst damit wurde seine wahre Menschlichkeit begründet. Der Logos, der sich in Jesus Christus inkarniert habe (Joh 1,14 ), sei zugleich das Urprinzip menschlicher Bildung.
Neben die von Niethammer geprägte ursprüngliche, epochenübergreifende Bedeutung des Ausdrucks Humanismus trat im Lauf des 19. Jahrhunderts eine weitere: Er wurde als kulturhistorischer Epochenbegriff auch zur Bezeichnung für die lange Zeit des Übergangs vom Spätmittelalter zur Frühen Neuzeit verwendet. Erstmals sprach Karl Hagen 1841 in diesem engeren Sinn von „Humanismus“. 1859 veröffentlichte Georg Voigt das Standardwerk Die Wiederbelebung des classischen Alterthums oder das erste Jahrhundert des Humanismus, das maßgeblich zur Etablierung der speziellen historischen Begriffsverwendung beitrug.
Gemeinsam ist den traditionellen Begriffsverwendungen, dass das Menschenbild und Bildungsideal führender Renaissance-Humanisten und deren Haltung gegenüber der Antike als Kernbestandteil dessen, was „Humanismus“ ausmacht, aufgefasst wird. Der traditionelle, „klassische“ Humanismus umfasst im engsten Sinne nur die Bildungsbewegung in der Epoche der Renaissance. In einem weiteren Sinne gehören dazu auch alle späteren Konzepte bis zur Gegenwart, deren Vertreter sich auf die Tradition des Renaissance-Humanismus berufen und dessen Hauptgedanken übernommen und weiterentwickelt haben. Das gemeinsame Hauptmerkmal aller traditionellen Richtungen ist die Vorstellung einer überzeitlichen Vorbildlichkeit antiker Muster.
In Anbetracht der zentralen Bedeutung römischer Vorbilder für die Inhalte des neuzeitlichen Humanismus werden mitunter auch diese Vorbilder selbst – in erster Linie Cicero – zum Humanismus gezählt. Als „Humanist“ kann Cicero auch unter dem Gesichtspunkt gelten, dass Humanisten Bewunderer und Nachahmer von Klassikern sind: Seine Rezeption der griechischen Literatur und Bildung ist dem Verhältnis der Renaissance-Humanisten zur altrömischen Kultur in gewisser Hinsicht vergleichbar. Daher ist in manchen Werken der Forschungsliteratur von einem antiken „römischen Humanismus“ die Rede. Die Anwendung des Begriffs „Humanismus“ auf Erscheinungen der römischen Geistesgeschichte hat zwar bei einer Reihe von Forschern Anklang gefunden, ist aber auch auf Kritik gestoßen und hat sich nicht allgemein durchgesetzt. Ein Einwand lautet, eine humanistische Haltung entspreche nicht der römischen Mentalität. Parallelen zum neuzeitlichen Humanismus schon in hochmittelalterlichem Schrifttum haben dazu geführt, dass mitunter auch von einem „mittelalterlichen Humanismus“ die Rede ist.
Für die Befürworter einer epochenübergreifenden, auch die antiken Vorbilder einbeziehenden Begriffsverwendung ist das verbindende Element – das spezifisch Humanistische – ein Konzept von humanitas, das sowohl „Menschlichkeit“ im Sinne von humaner Gesinnung als auch sprachlich-literarische Bildung umfasst. Damit werde der Humanismus sowohl der ethischen als auch der intellektuellen Komponente des Menschseins gerecht. Auch in den Debatten um einen modernen Humanismus geht es um die beiden Aspekte der Humanität und einer idealistischen Erziehung und Bildung, wobei deren Gewichtung schwankt.

### Spektrum neuerer Lesarten
Dem kulturhistorischen Humanismusbegriff steht eine Vielzahl von im 19. und 20. Jahrhundert neu entwickelten Konzepten gegenüber, deren Vertreter unter „Humanismus“ nicht ein Phänomen einer abgeschlossenen Epoche oder einen bloßen Kanon herkömmlicher Bildungsgüter verstehen, sondern ein gesellschaftspolitisches Programm, das zur Bewältigung gegenwärtiger Herausforderungen und zur Gestaltung der Zukunft dienen soll. Die neuen Ansätze treten nicht nur als individualphilosophische Ausprägungen, sondern auch in Form breiterer Strömungen in Erscheinung. Teils bewegen sie sich in traditionellen Bahnen, indem sie an die Grundgedanken der Renaissance-Humanisten und des Neuhumanismus anknüpfen, teils distanzieren sie sich nachdrücklich davon und beschreiten völlig neue Wege. Walter Rüegg unterscheidet sechs Richtungen:
- der idealistische Humanismus, zielend auf die „harmonische Idealität der griechischen Menschen“ (samt Neubegründung in Werner Jaegers Paideia);
- der liberaldemokratische Humanismus dialektischer, positivistischer und pragmatischer Färbung, der den allgemein gebildeten, aufgeklärten und beruflich erfolgreichen Bürger in der modernen Welt im Visier hat;
- der marxistische Humanismus, der auf Überwindung der Selbstentfremdung des Menschen durch kapitalistische Arbeitsverhältnisse und Ausbeutung zielt;
- der integrale Humanismus, der in seinem Menschenbild die Tradition des Katholizismus (in Form der Vereinigung von antikem Vernunftdenken mit jüdisch-christlicher Gotteskindschaft) mit den neuen Aufgaben in einer säkularisierten Gesellschaft zusammenführt;
- der biblizistische Humanismus protestantischer Herkunft, dessen Menschenbild ausschließlich auf die Bibel zurückgreift, dabei aber der Begegnung konfessionell verschiedener Humanismus-Auffassungen Raum gibt;
- der existenzialistische Humanismus, der vorgegebene Menschenbilder durchgängig zurückweist, für die freie Entwicklung der individuellen Existenz auf Orientierung aber angewiesen bleibt.[8][9]

### Kritik an unpräziser und unhistorischer Begriffsverwendung
Die Vielfalt der gedanklichen Konzepte, Deutungen und gesellschaftspolitischen Verwendungen, die mit Humanismus in der jüngeren Vergangenheit verbunden wurden, unterstreicht einerseits eine überzeitliche Aura und Attraktivität dieses Begriffs, lässt ihn andererseits aber auch schillernd bis zur Beliebigkeit erscheinen. Daran wurde mitunter harsche Kritik geübt, so zum Beispiel durch den Romanisten Ernst Robert Curtius 1960:

„Wie schattenhaft heute schon der Begriff Humanismus geworden ist, ersieht man daraus, daß sich die meisten Leute nichts Bestimmtes mehr darunter vorstellen können. In der ersten Nachkriegsphase – vom Waffenstillstand zum Währungsschnitt – wurden wenige Schlagwörter in der öffentlichen Diskussion so abgegriffen wie Humanismus. Hinz und Kunz gaben vor, das Publikum damit beliefern zu können. Wie viele Erasmusse gab es damals in Deutschland. Man soll diejenigen respektieren, die es schon immer waren und sich dazu bekannt haben. Aber ihrer waren wenige unter den neuen Konjunkturhumanisten.“

Die Ansicht, dass nur ein auf die Ausgangskonstellation zielender Humanismus den Begriff richtig erfasse, ist zuletzt von Volker Reinhardt wieder betont worden. Als Erscheinung der europäischen Kulturgeschichte sei Humanismus auf die Zeit zwischen 1350 und 1550 beschränkt und danach untergegangen. Anderweitige Verwendungen, die in der Gleichsetzung von Humanismus mit humanitär gründeten, seien unhistorisch und sinnentstellend. Bei den „echten“ Humanisten habe es sich um „begnadete Polemiker, Selbstprofilierer, Ab- und Ausgrenzer in jeder Hinsicht“ gehandelt. Für sie sei der Perfektionsgrad des jeweiligen Lateins der Maßstab sittlicher Vervollkommnung gewesen. „Von dieser Sprachverherrlichung und diesem Sprachkult aber sind die Geistesbewegungen, die sich als neo-humanistisch verstehen oder als „modern-humanistisch“ angesprochen werden, denkbar weit entfernt.“

## Epochen des „klassischen“ Humanismus

### Antike Wurzeln
Den Ausgangspunkt für die Formulierung und Verbreitung des Gedankenguts, das später „humanistisch“ genannt wurde, bildete der antike römische Begriff humanitas („Humanität“, „Menschlichkeit“). Das vom Adjektiv humanus („menschlich“) abgeleitete Wort ist erstmals in der von einem unbekannten Verfasser stammenden Schrift Rhetorica ad Herennium bezeugt, die im frühen 1. Jahrhundert v. Chr. entstanden ist. Dort ist das Merkmal der humanitas das Mitgefühl, das als besondere Qualität des Menschen gilt, die sein Wesen von der tierischen Wildheit und Grausamkeit abhebt. In diesem Sinne wurde humanus schon früher in der römischen Komödie verwendet. Als „menschlich“ bezeichnete man in der lateinischen Umgangssprache eine milde, mitfühlende Person, wobei die Konnotationen „liebenswürdig“, „freundlich“, „wohlwollend“ und „hilfsbereit“ mitschwingen konnten. Eine solche Haltung wurde eher von kultivierten, vornehmen Bewohnern der Großstadt Rom als von der Landbevölkerung erwartet, daher erhielt das Adjektiv schon früh auch die Nebenbedeutungen „großstädtisch“ und „gebildet“ („urban“).

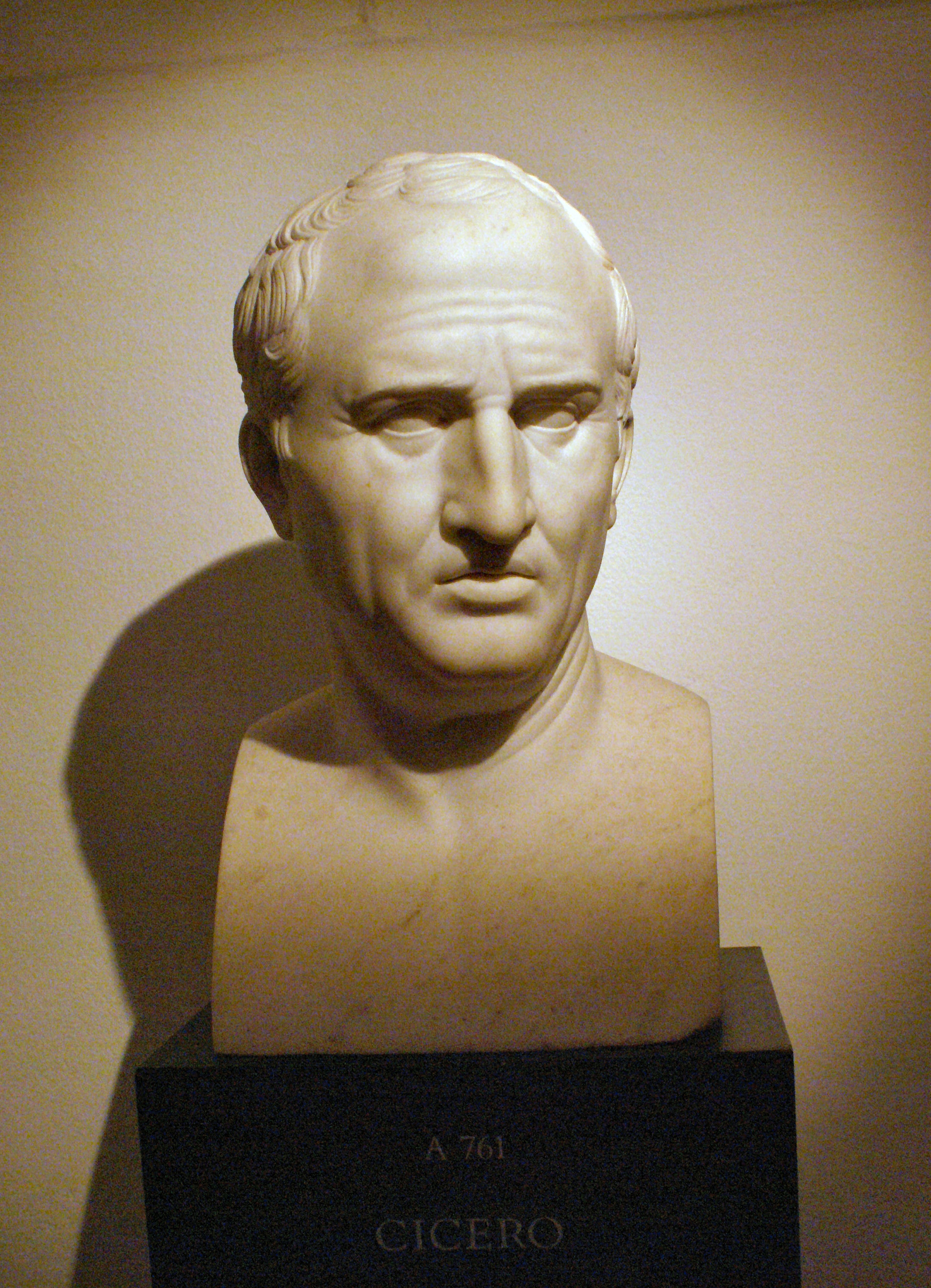
Marcus Tullius Cicero

Das Bedeutungsfeld von humanitas wurde vor allem von Cicero geprägt, der später zum wichtigsten antiken Impulsgeber des Renaissance-Humanismus wurde. Kein anderer römischer Autor hat auf diesen Begriff so großes Gewicht gelegt wie Cicero. Auch für ihn war der Aspekt der menschenfreundlichen Gesinnung wichtig, den er als Kenner der griechischen Literatur im griechischen Begriff philanthrōpía („Philanthropie“) vorfand. Er war vom Philanthropie-Ideal beeindruckt, das er für eine spezifisch griechische Errungenschaft hielt. In diesem Sinne konstatierte er, die Menschlichkeit sei von den Griechen nicht nur praktiziert worden, sondern von ihnen zu den anderen Völkern ausgegangen. Daher schuldeten die Römer nun, da sie Griechenland beherrschten, den Griechen ganz besonders eine menschenfreundliche Behandlung.
Spätestens bei Cicero trat aber neben der herkömmlichen Hauptbedeutung von humanus und humanitas eine weitere, die sogar in den Vordergrund rückte. Nach seinem Verständnis gehörte zum Menschentum nicht nur eine wohlwollende „Humanität“, sondern in erster Linie Bildung. Dabei ging es ihm um die Verwirklichung eines Bildungsideals, das an die griechische paideía anknüpfte. Bei seinem Bildungsziel setzte Cicero allerdings einen anderen Akzent als die griechischen Vorbilder, indem er mit der humanitas die Eigenart des spezifisch Menschlichen (im Unterschied zum Tier und zum Gott) hervorhob. Zu kultivieren war nach seiner Überzeugung die „Menschennatur“, das Menschengemäße, den Menschen Auszeichnende. Für dieses Element des nur dem Menschen Eigentümlichen, nur ihn Charakterisierenden hatten die griechischen Klassiker keinen besonderen Ausdruck. Ein Ideal vollendeten Menschentums gab es im griechischen Denken der klassischen Zeit nicht, da das Menschliche primär als etwas im Vergleich zum Göttlichen prinzipiell Mangelhaftes wahrgenommen wurde. Die römische humanitas, in der die beiden Elemente Menschenfreundlichkeit und Bildung verschmolzen, stellte eine Neuschöpfung dar.
Eine zentrale Rolle spielte für dieses Verständnis von Menschentum die Fähigkeit zur sprachlichen Kommunikation auf hohem Niveau, die ein erstrangiges Bildungsziel war. Sie zeigte sich im öffentlichen Leben – in der Politik und im Rechtswesen – als Beredsamkeit, im alltäglichen privaten Umgang als Urbanität, das heißt als Höflichkeit, Witz, Anmut und Leichtigkeit in der Ausdrucksweise, worin sich eine gelassene Haltung spiegelte. Neben der Fähigkeit, sich der Sprache souverän zu bedienen und andere zu überzeugen, war die philosophische Charakterbildung, die Aneignung von Tugenden wie Milde, Gerechtigkeit und Würde ein Hauptelement des Strebens nach humanitas im Sinne Ciceros. Auch Freigebigkeit gehörte dazu.
In der römischen Kaiserzeit griff Seneca das Konzept der humanitas auf, verengte es aber, indem er nur die ethische Zielsetzung als wesentlich betrachtete.

### Renaissance-Humanismus

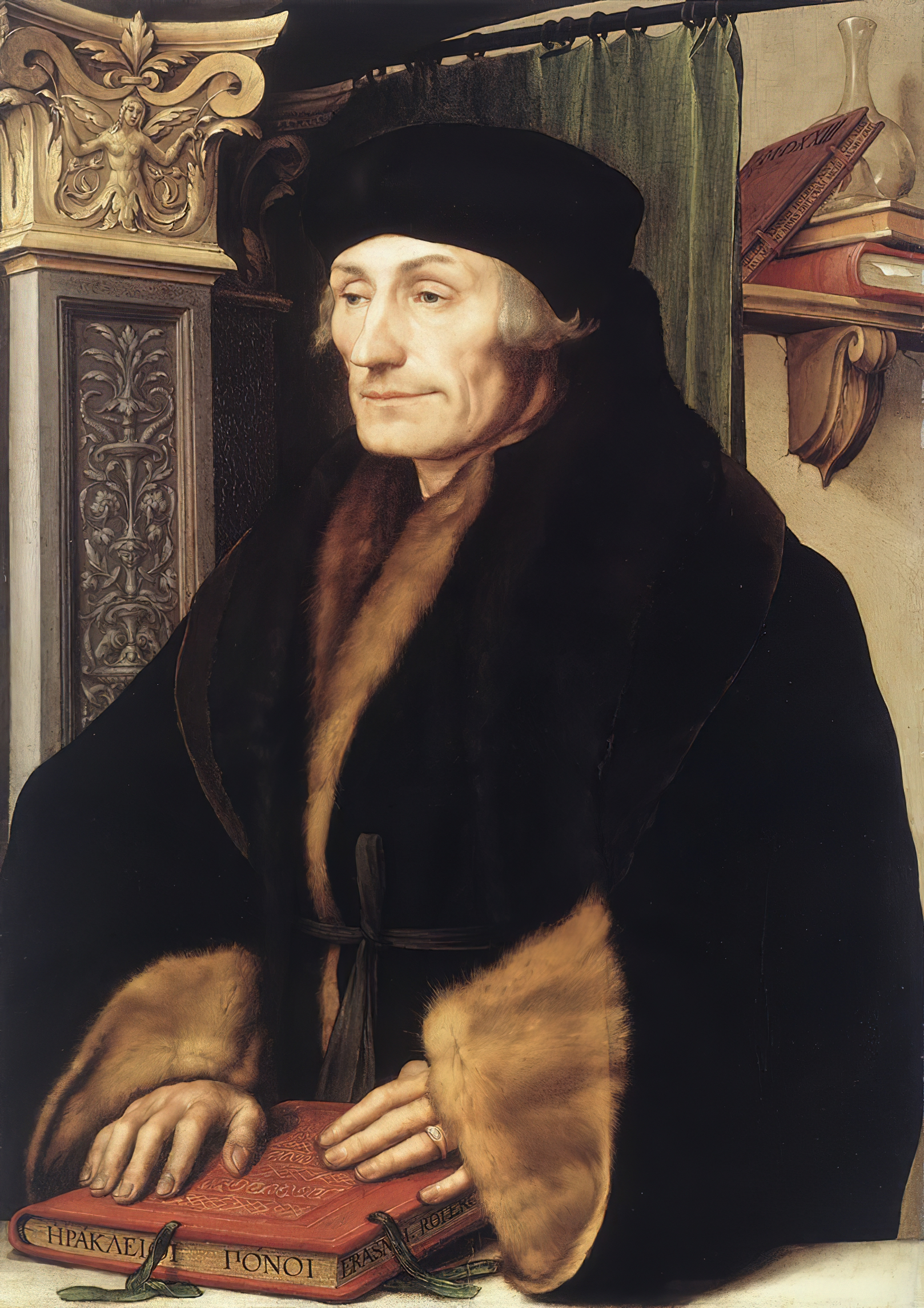
Erasmus von Rotterdam stellte 1514 in Basel die erste Quellenedition des griechischen Neuen Testamentes her.

Im engeren Sinne wird als Humanismus das sich vom Mittelalter und der Scholastik abwendende geistige Klima des 15. und 16. Jahrhunderts bezeichnet. Man unterscheidet dabei zwischen der Renaissance als dem umfassenden kulturellen, wissenschaftlichen und sozialen Wandel zwischen Mittelalter und Neuzeit und dem Humanismus als der Bildungsbewegung, die den Umbruch begleitete und ihm wichtige Impulse gab.
Wortführer der humanistischen Bewegung grenzten sich von der Vergangenheit der vorhergehenden Jahrhunderte, die man „Mittelalter“ (mittleres Zeitalter) zu nennen begann, scharf und verächtlich ab. Ihrer enthusiastischen Hinwendung zur Antike entsprach die Verdammung der als finster und barbarisch wahrgenommenen „mittleren“ Zeit. Diese demonstrativ hervorgehobene Seite des humanistischen Selbstverständnisses verdeckt aber den Umstand, dass es zwischen Mittelalter und Renaissance-Humanismus auch eine breite Kontinuität gab. Ein fließender Übergang zur neuen Epoche zeigte sich u. a. in den Phänomenen des spätmittelalterlichen „Vorhumanismus“ (Prähumanismus, Protohumanismus). In der modernen Forschung wird teils der Aspekt des Bruchs mit der Vergangenheit betont (Remigio Sabbadini, Eugenio Garin), teils der Aspekt einer Fortführung mittelalterlicher Ansätze, die in mancher Hinsicht sogar als nahtlose Kontinuität erscheint (Ernst Robert Curtius, Paul Oskar Kristeller).
Als das Byzantinische Reich im Spätmittelalter existenzgefährdende Krisen durchmachte und schließlich im Jahr 1453 mit der Eroberung Konstantinopels durch die Osmanen unterging, flüchteten zahlreiche byzantinische Gelehrte nach Italien und brachten eine Fülle von griechischen Handschriften in den Westen. Erst mit der Einbeziehung der griechischen Sprache und Literatur gewann der humanistische Kanon seine volle Gestalt. Auch die Erfindung des Buchdrucks war den Bestrebungen der Humanisten nützlich. Er verhalf ihren Werken zu weiter Verbreitung und machte die ganze gelehrte Welt mit ihren Ideen bekannt.
Die antike Kultur wurde als unübertrefflich nachgeahmt. Das Studium der antiken Literatur und Philosophie diente dazu, sich einer in sich ruhenden Bildung zu vergewissern und sich von theologischen und philosophischen Vorentscheidungen zu lösen. Der über den ständischen Gliederungen stehende uomo universale verkörperte das ideale Menschenbild. Bereits im 15. Jahrhundert bestand ein Selbstverständnis gebildeter Kreise, die sich als humanistae begriffen und so bezeichneten, also als Humanisten. Der Begriff humanista tauchte zum ersten Mal 1490 in einem volkssprachlichen Brief auf. Er bezeichnet die Gräzisten, Latinisten, Dichter und Redner, die sich den studia humanitatis widmeten und Cicero sowie Quintilian besonders in der Rhetorik als Vorbilder betrachteten. Diese Gelehrtenbewegung wollte das antike Menschenbild erneuern.
Das lebensbejahende und schöpferische Individuum wurde rehabilitiert. Die Verherrlichung des Menschen ergab sich bei den italienischen Humanisten aus der Überzeugung, dass der Mensch als das Ebenbild Gottes das Höchste in der ganzen Schöpfung sei. Der berühmteste und einflussreichste Humanist der frühen Neuzeit war Erasmus von Rotterdam, dessen philosophia christiana die Überbetonung der rhetorischen Kultur relativierte. Im Jahr 1514 übersetzte er in Basel zum ersten Mal das Neue Testament aus dem Griechischen. Weder Philipp Melanchthons Grundlegung der protestantischen Bildung noch das Schulwesen der Jesuiten sind ohne humanistischen Einfluss denkbar. Den Humanismus als Bildungsbewegung in seiner Vielschichtigkeit hatte vor Jacob Burckhardt schon Georg Voigt erkannt.
Der Renaissance-Humanismus wurde von den Päpsten finanziell gefördert. Mit Papst Pius II. stellten sie selbst einen bedeutenden Humanisten. Die Scholastikkritik der humanistischen Reformtheologen, die sich für eine Reform der herrschenden Theologie einsetzten, prägte viele spätere Reformatoren. Der teilweise unmoralische Lebenswandel der Kirchenoberen und Priester zog einen mehr oder weniger ausgeprägten Antiklerikalismus nach sich.
Philipp Melanchthon stützte sich bei der Ausarbeitung seiner frühprotestantischen Hermeneutik auf die humanistische Rhetoriktradition.
Zum Untergang des Renaissance-Humanismus kam es im Verlauf des 16. Jahrhunderts unter anderem dadurch, dass er von den repräsentativen Intellektuellen als nicht mehr zeitgemäß angesehen wurde.

### Niederländischer Späthumanismus

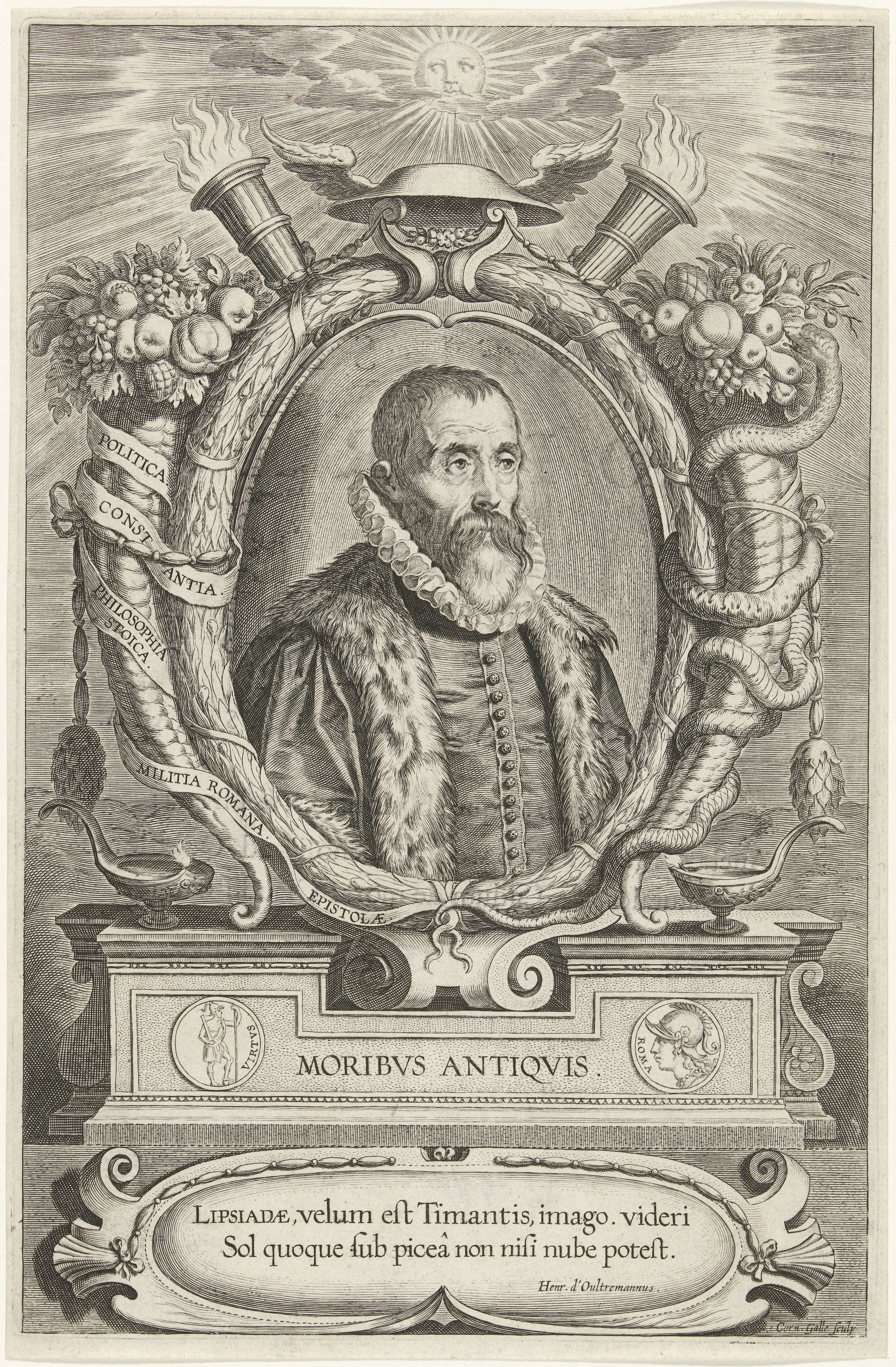
Justus Lipsius

Im Zeitalter von Reformation und Glaubensspaltung in Europa vermochte sich das auf Frieden und Versöhnung zielende Wirken des fraglos bedeutendsten Humanisten seiner Zeit, des Erasmus von Rotterdam, nicht zu behaupten. Seine Werke wurden 1559 katholischerseits verboten. Sie blieben jedoch vor allem im Zuge des niederländischen Befreiungskampfes gegen die spanische Krone eine wichtige Inspirationsquelle seiner gelehrten Landsleute, die wiederum weit ausgreifende Impulse vor allem in von der Reformation erfassten Teilen Europas setzten. Zu den wichtigsten Vertretern des niederländischen Späthumanismus gehörte der an die stoizistische Tradition des europäischen Humanismus anknüpfende Justus Lipsius, der als Lehrer einer praktischen Vernunft vor allem durch sein Werk De constantia zum Erzieher staatstragender Schichten und calvinistischer Fürsten wurde. Zu ihnen gehörten auch Joseph Justus Scaliger, der Begründer einer nicht allein philologisch ausgerichteten Altertumswissenschaft, und Hugo Grotius, der erasmisches Denken in die Jurisprudenz einführte und das Rechtsbewusstsein um den Anspruch der Humanität und um das Recht der Völker auf Frieden erweiterte.
Die Ausrichtung des niederländischen Späthumanismus an stoischem Gedankengut konnte sich auf Erasmus stützen, der von den Schriften Senecas noch stärker angezogen war als von denen Ciceros. Die kirchliche Verurteilung des Erasmus und seiner Schriften ließ den Neustoizismus zu einer Morallehre werden, die mit der Berufung auf Erasmus und sein konfessionsunabhängiges humanistisches Programm zugleich einem verweltlichten Denken und einer aus kirchlicher Beaufsichtigung gelösten Wissenschaft entgegenkam.
Der vom niederländischen Späthumanismus ausgehende Einfluss im frühneuzeitlichen Europa war vielfältig gestreut und kam speziell im brandenburg-preußischen Staatswesen zur Entfaltung. Von seinem zum Calvinismus übergetretenen Vater Georg Wilhelm wurde der nachmalige Große Kurfürst Friedrich Wilhelm zu einem dreijährigen Studium unter anderem der Schriften Senecas nach Leiden geschickt. So entstand bei den Brandenburger Hohenzollern eine langlebige Tradition calvinistisch-puritanischer und stoisch-moralischer Ausrichtung, die auch zur Richtschnur für die preußische Offiziersausbildung und für das preußische Beamtentum wurde. Der darauf beruhende Katalog praktischer Tugenden umfasste Mannhaftigkeit, Gehorsam, Staatstreue, Pflichterfüllung, Redlichkeit, Beständigkeit und Ausdauer sowie Gottvertrauen.
Der Späthumanismus habe, so Günther Böhme, durch seinen protestantisch-römischen Charakter ein vom platonisch-christlichen Humanismus stark abweichendes Profil. Es handle sich unter anderem durch die Diskreditierung der Kirchen, durch Politisierung der Öffentlichkeit, durch die Verbürgerlichung von Staat und Verwaltung, durch das Vordringen der Volkssprachen sowie durch einen auf Vernunft als humane Gestaltungskraft setzenden Rationalismus um einen vielfältig gebrochenen Humanismus. „Die sich aus seiner Fortwirkung und der erasmischen Tradition eröffnenden Perspektiven weisen auf den Neuhumanismus, der die griechische Tradition erneuern wird.“
Die stoischen Lehren waren seit Beginn der Neuzeit auf Griechisch bei Epiktet, Mark Aurel und Diogenes Laertios sowie in lateinischer Sprache bei Cicero, Persius und Seneca gut zugänglich. Von Lipsius, Grotius und Pufendorf aktualisiert, bildete der Neostoizismus zusammen mit dem Epikureismus und der Skepsis eine neue Rezeptionsstufe der antiken Philosophie, auf der die hellenistischen Autoren in den Vordergrund traten. In der pädagogischen Theorie des 18. Jahrhunderts und für die Naturrechtslehren spielten, so Hubert Cancik, stoische Begriffe und Argumente eine erhebliche Rolle: „Der emphatische und positive Gebrauch des Wortes ‚Mensch‘ und das überdeterminierte Wort humanitas – humanité – Humanität stammen aus dieser Tradition.“

### Vom humanistischen Erbe zum Neuhumanismus
Mochte der Humanismus als pedantische Buchgelehrsamkeit am Ende des 16. Jahrhunderts in Verruf geraten sein und anderen geistigen Strömungen wie Rationalismus, Fortschrittsdenken und Historismus Platz gemacht haben, so riss das Interesse an antiken Kulturzeugnissen und Gestalten auch außerhalb der gängigen Schulbildung doch nicht gänzlich ab, sondern wurde im 17. und 18. Jahrhundert zum Beispiel auch im weitgehend katholischen Frankreich durch Schriftsteller und Dichter wie Bruyère, Fénelon, Molière, Corneille und Racine und durch Vordenker der Aufklärung wie Montesquieu, Voltaire, Diderot und Rousseau aufrechterhalten und wiederbelebt. In der Französischen Revolution brach sich der Freiheitsdrang in antikem Dekor Bahn: „Man trägt die phrygische Mütze als Symbol der Freiheit, man stellt allerorts Brutus-Büsten auf, man ahmt antike Feste nach. Personen wie Straßen und Städte erhalten antike Namen.“

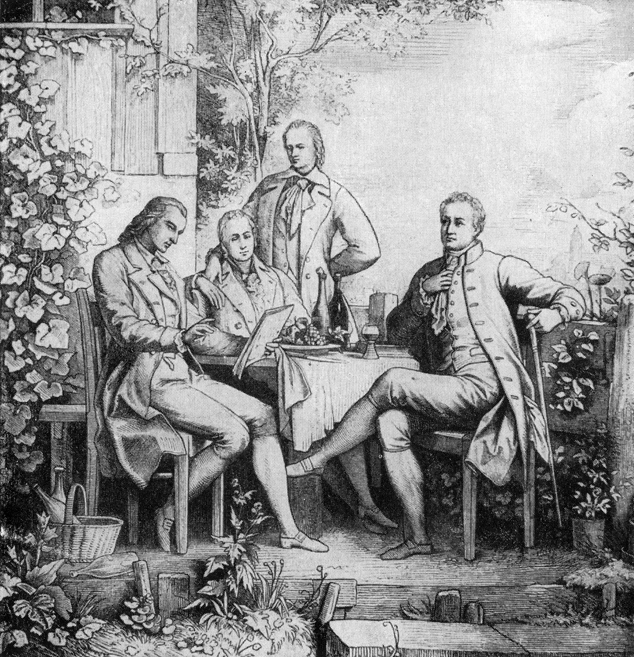
Schiller, Wilhelm und Alexander von Humboldt, Goethe

Während die französische humanistische Tradition die griechische Antike zwar nicht unbeachtet ließ, aber doch ungleich stärker das Römertum favorisierte, erwachte in bildungsorientierten Kreisen in England und besonders in Deutschland im 18. Jahrhundert ein vehementes Interesse an altgriechischer Kunst und Kultur. Zur Erklärung dieser besonderen Vorliebe kommen mehrere Faktoren in Betracht: Anders als im Falle Frankreichs hatte sich das Römische Reich nur auf Teile des späteren Deutschland erstreckt; die Anfänge deutscher Geschichte wurden mit der Befreiung der Germanen von römischer Herrschaft verknüpft. „Die Reformation“, heißt es bei Hans Oppermann, „trug weiter dazu bei, große Teile Deutschlands in eine neue Oppositionsstellung zu allem zu bringen, was Rom hieß und römisch war.“ In den von der Reformation erfassten Gebieten erhielt das Griechische als Sprache des Neuen Testaments eine besondere Bedeutung. Hinzu kam in der Epoche von Sturm und Drang eine Vorliebe für das Originalgenie und alles Ursprüngliche auf Kosten jeglicher Nachahmung bzw. Ableitung „aus zweiter Hand“. Damit waren die Römer gegenüber den Griechen, war Latein gegenüber Altgriechisch allenfalls zweite Wahl: „Diese besondere Bedeutung des Griechischen wird unendlich vertieft, das Griechenlanderlebnis selbst rückt in den Mittelpunkt der deutschen Kultur in der großen Bewegung des Neuhumanismus der Winckelmann und Wilhelm von Humboldt. […] ‚Das Land der Griechen mit der Seele suchend‘ – das ist durchaus die Haltung der Adepten des Neuhumanismus, wobei das ‚das Land der Griechen‘ sich dem Rang eines säkularisierten Gottesreiches zumindest nähert.“ Laut Oppermann bekam also das besagte Griechenlanderlebnis der Neuhumanisten einen pseudoreligiösen Akzent, nahm der Neuhumanismus den Charakter einer Menschheitsreligion an.
Wegweisend wurde 1755 Johann Joachim Winckelmanns Schrift Gedanken über die Nachahmung der griechischen Werke in der Malerei und Bildhauerkunst, zumal in den hymnischen Sätzen:

„Das allgemeine vorzügliche Kennzeichen der griechischen Meisterstücke ist endlich eine edle Einfalt und stille Größe, sowohl in der Stellung als im Ausdrucke. So wie die Tiefe des Meeres allezeit ruhig bleibt, die Oberfläche mag noch so wüten, ebenso zeigt der Ausdruck in den Figuren der Griechen bei allen Leidenschaften eine große und gesetzte Seele.“

Die äußere und die seelische Schönheit sind in den Bildwerken der Griechen demnach vereint, das Schöne und das Gute gemäß dem griechischen Bildungsideal der Kalokagathia untrennbar miteinander verbunden.

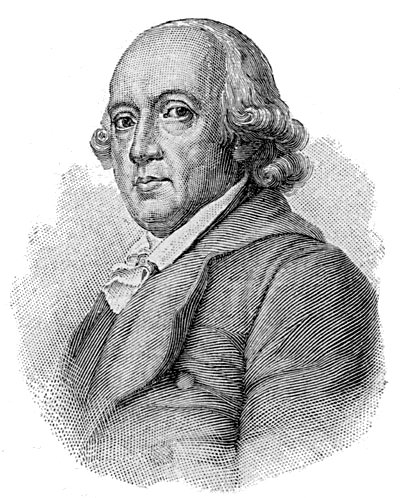
Johann Gottfried Herder

Die im Zusammenhang mit Impulsen der Französischen Revolution von Johann Gottfried Herder verfassten Briefe zur Beförderung der Humanität enthalten einen deutlichen Rückbezug auf stoisches Gedankengut. So leitet Herder aus der Vernunftbegabung der Menschen einerseits und ihren vielfältigen Schwächen andererseits die Bereitschaft und Notwendigkeit gegenseitiger Hilfe sowie den Bedarf zur Bildung des Einzelnen wie der menschlichen Gattung ab. Stoische Kosmologie, Anthropologie und Ethik können dem Individuum laut Cancik einen festen Stand verschaffen. Der von Bestialität, Grausamkeit und Destruktivität bedrohten Humanität ist durch Bildung entgegenzuwirken. Der Schlüssel zu Herders Humanitätsbegriff, so Cancik, liegt in den Ausdrücken Menschheit, Menschlichkeit, Menschenrechte, Menschenpflichten, Menschenwürde, Menschenliebe.
Durch Herder gewann der Begriff Humanität laut Martin Vöhler im deutschsprachigen Raum nachhaltige Verbreitung. Die dabei von Herder eingenommene Perspektive war eine kosmopolitische. Er kritisierte Sklaverei und Ausbeutung ebenso wie Kolonialismus und Rassismus. Im 114. Humanitätsbrief wendete er sich gegen die von den vermeintlich kultivierten Nationen Europas verübten Verbrechen an der Menschheit: „Nenne man das Land, wohin Europäer kamen, und sich nicht durch Beeinträchtigungen, durch ungerechte Kriege, Geiz, Betrug, Unterdrückung, durch Krankheiten und schädliche Gaben an der unbewehrten, zutrauenden Menschheit, vielleicht auf alle Aeonen hinab, versündigt haben!“

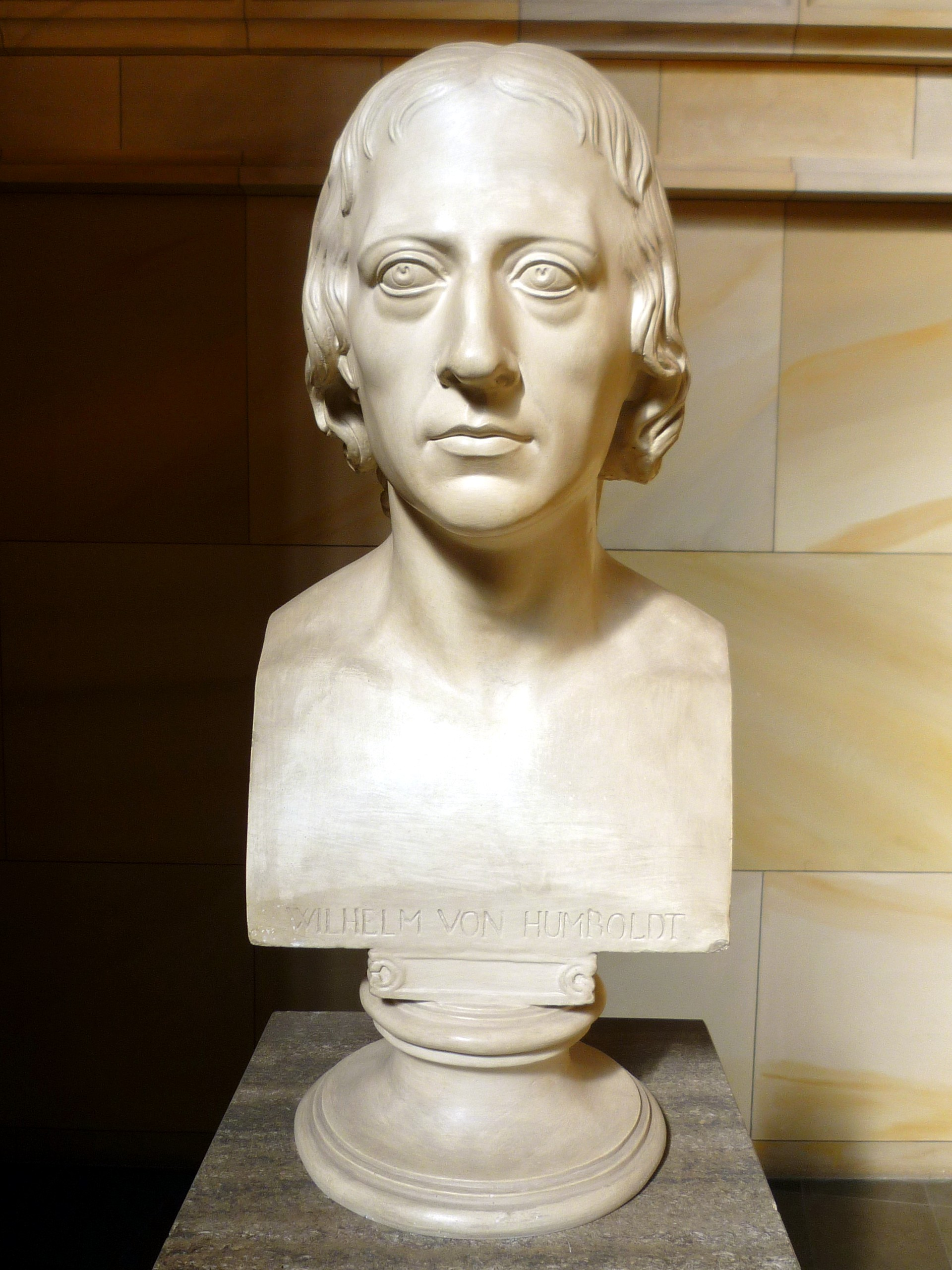
Wilhelm von Humboldt, Porträtstatue von Bertel Thorvaldsen, 1808

Die Entwicklung eines theoretischen Gesamtkonzepts neuhumanistischer Bildung wie auch dessen Verankerung in staatlichen Institutionen war das Werk Wilhelm von Humboldts. Einerseits mit den in Sturm und Drang sich entfaltenden und bald als „Dichterfürsten“ gefeierten Schiller und Goethe befreundet, andererseits zu den führenden klassischen Philologen seiner Zeit in Beziehung stehend, propagierte auch Humboldt das Studium der Griechen als wirksames Mittel der Persönlichkeitsbildung in intellektueller, ethischer und ästhetischer Hinsicht: „Wir haben in den Griechen eine Nation vor uns, unter deren glücklichen Händen alles, was unserm innigsten Gefühl nach das höchste und reichste Menschendasein bewahrt, schon zu letzter Vollendung gereift war; wir sehen auf sie wie auf einen aus edlerem und reinerem Stoff geformten Menschenstamm, auf die Jahrhunderte ihrer Blüte wie auf eine Zeit zurück, in welcher die noch frischer aus der Werkstatt der Schöpfungskräfte hervorgegangene Natur die Verwandtschaft mit ihnen noch unvermischter erhalten hatte“.
Im Zuge der Preußischen Reformen unter König Friedrich Wilhelm III. wurde Humboldt als Leiter der Sektion des Kultus und des öffentlichen Unterrichts mit der Neuordnung des staatlichen Bildungswesens beauftragt und setzte binnen weniger Monate neue Lehrpläne und die Gründung der Berliner Universität, die heute seinen und seines Bruders Namen trägt, auf der Grundlage seines neuhumanistischen Bildungsideals ins Werk. Viele zeitgenössische Geistesgrößen waren davon beeinflusst und warben dafür, so zum Beispiel auch Hegel im Jahre 1809: „Lassen wir es gelten, daß überhaupt vom Vortrefflichen auszugehen ist, so hat für das höhere Studium die Literatur der Griechen vornehmlich und dann die der Römer die Grundlage zu sein und zu bleiben. Die Vollendung und Herrlichkeit dieser Meisterwerke muß das geistige Bad, die profane Taufe sein, welche der Seele den ersten und unverlierbaren Ton und Tinktur für Geschmack und Wissenschaft gebe.“
Bis gegen Ende des 19. Jahrhunderts spielte Humboldts neuhumanistische Ausrichtung an Gymnasien wie im Hochschulwesen eine wichtige Rolle. Allerdings wurde von der Jahrhundertmitte an die zeitlose Gültigkeit des idealisierten Griechenlandbildes zunehmend in Zweifel gezogen und durch den Wandel zur Industriegesellschaft mit verändertem Qualifikationsbedarf herausgefordert. Seit Ludwig Feuerbachs „Religionskritik“ Mitte des 19. Jahrhunderts wird Humanismus auch als materialistisch begründeter, emanzipatorischer Gegenentwurf zum Christentum und zu anderen religiösen Schöpfungsideen verstanden.

### „Dritter Humanismus“ und humanistische Bildungstradition im 20. Jahrhundert

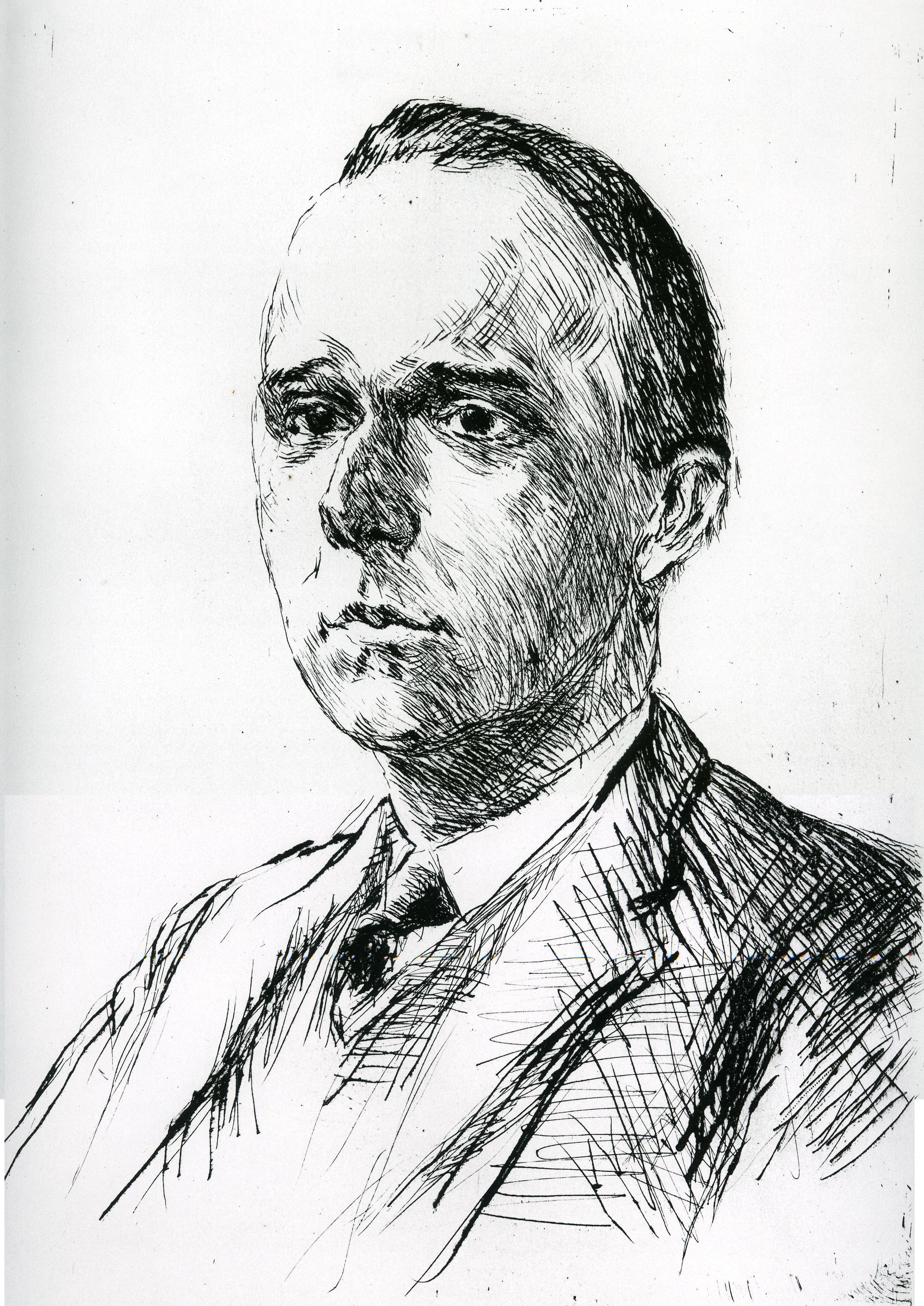
Werner Jaeger, Lithographie von Max Liebermann (1915)

Der bedeutendste Repräsentant des sogenannten Dritten Humanismus war Werner Jaeger. Die Bezeichnung Dritter Humanismus – nach dem Renaissance-Humanismus und dem Neuhumanismus – stammt aus einer 1921 gehaltenen Rede des Berliner Philosophen Eduard Spranger, mit dem Jaeger befreundet war und der sich mit ihm gemeinsam für die alten Sprachen und eine Philosophie der Bildung einsetzte: „Aber ein Unterschied unseres Humanismus, den man den dritten nennen könnte gegenüber jenem zweiten, liegt in der Weite des Suchens und des Verstehens, das wir Modernen aufzubringen vermögen.“
Die Rechtfertigung für eine intensive Neubelebung bzw. nötige Rettung der humanistischen Bildungsidee leitete Jaeger aus veränderten Zeitumständen und Herausforderungen ab: „Der Prozentsatz der Bevölkerung, der an dem angestammten geistigen Besitzstand unserer Nation wirklich inneren Anteil hat, nimmt im Zeichen der fabrikmäßigen Massenproduktion der Popularwissenschaft und der Einführung von Kino, Rundfunk und Taschenmikroskop auf der Schule von Jahr zu Jahr ab. Die mächtigsten Wirtschaftsschichten unseres Volkes, Arbeitermasse und Großkapital, sind mit den wohlbekannten Ausnahmen den Grundlagen unserer humanen Kultur fremd, ja ihr teilweise feindselig. Der mittlere Bürgerstand aber, bei dem diese Interessen erblich und wenn auch nicht ohne Schwankungen bis vor kurzer Zeit am sichersten geborgen waren, wird zwischen den großen Mühlsteinen der modernen Wirtschaft zerrieben.“ Immer frühzeitiger erfasse „das Triebwerk der Berufsmaschine“ den Geist der Heranwachsenden und füttere ihn mit nutzenbezogenem „Zivilisationswissen“ auf Kosten der geistigen Individualität und freier seelischer Entfaltung. Das führe „zu rationalistischer Entleerung und Abplattung des Lebens, zu brutalen Reaktionen der vergewaltigten Natur, zur ungesunden Hypertrophie des Erwerbs- und Vergnügungssinnes, zur Aufhebung der geistigen Selbständigkeit von Staat und Kultur.“ Überzivilisation einerseits und Zivilisationsflucht andererseits vernichteten in letzter Übersteigerung die Kultur. Denn diese sei nicht äußerer Apparat noch formlose Innerlichkeit, sondern „hellstes Wissen des Geistes um sich selbst und sicheres Ruhen in seiner Form, zweckfreies Sein und Können.“ Alle echte Bildung sei humanistisch: „Bildung des Menschen zum Menschen.“
Nach Jaeger hat aber die Kultur im Griechentum schlechthin ihren Ursprung. Die Griechen haben ihre geistige Gesamtschöpfung als Erbe an die übrigen Völker des Altertums weitergegeben. Für Jaeger beginnt der Humanismus mit der Übernahme der griechischen Kultur im Römischen Reich. Der griechische Bildungsgedanke sei dann im Christentum in eigenständiger Weise fortgesetzt worden. Konstitutiv für jede Erscheinungsform von Humanismus sei dabei die Struktur des Wiederaufnehmens. Die abendländische Geschichte wird bei Jaeger zu einer Reihe von Erneuerungen der griechischen Bildungsidee. Der auf dem Gedanken der reinen Menschenbildung beruhende Kulturbegriff griechischen Ursprungs begründe für alle Völker des „hellenozentrischen Kulturkreises“ – angefangen mit den Römern – nicht lediglich eine historische Abhängigkeit, sondern beinhalte eine „geistigen Durchdringung mit griechischer Kultur“.
Im Zentrum von Jaegers Bildungsidee steht die Paideia. Die Gesamtheit der griechischen Kultur sei Ausdruck des Strebens, den Menschen zu formen. Das höchste Kunstwerk, das es zu bilden gelte, ist demnach der Mensch. „Jede Erweiterung des griechischen Wissens, jeder große Fortschritt führt zu einer Erweiterung auch der Bildung. Komödie, Tragödie, Rhetorik, Publizistik und Philosophie hallen wider von dem leidenschaftlichen Kulturkampf um Bildung. Sie wird Mittelpunkt des öffentlichen Lebens.“ Dabei hätten die Griechen die Dinge „organisch“ betrachtet. Sie hätten das Einzelne als Teil eines Ganzen aufgefasst. Erst dadurch seien sie zur Schöpfung des Begriffs „Natur“ fähig geworden. Mit diesem habe sich das Interesse verbunden für die Gesetze, welche in den Dingen selbst wirkten. Aus der Einsicht in die Gesetzmäßigkeiten des menschlichen Wesens entsprängen die Normen für die persönliche Führung der Seele und für den Aufbau der Gemeinschaft.
Im altsprachlichen Studium als geistformender Kraft im Sinne Wilhelm von Humboldts sah Jaeger weiterhin „die tragfähigste Grundlage einer humanistischen Bildung der Jugend.“ Aus der Verbindung von formaler Geistesschulung mit einem auf antike Fundamente gegründeten modernen Kulturbewusstsein ergebe sich „die Anschauung von Schöpfungen maßstabgebender, zeitloser Größe“. Die Idee einer solchen Jugendbildung sei zwar hoch gegriffen; allerdings sei schon viel bewirkt, wenn auch nur dies oder jenes davon eindrucksvoll verwirklicht werde.

## Humanismus in Gesellschaft und Politik
Seit dem Ende des 16. Jahrhunderts bildete sich unter Humanisten bzw. Späthumanisten die Vorstellung aus, Anteil zu haben an einer Republik der Gelehrten (französisch: République des Lettres). Man gehörte demnach gewissermaßen einem Stand der geistig Unabhängigen an, die eigene Traditionen ausbildeten. Dazu zählten die Pflege der lateinischen Sprache, die Briefkultur und eine bürgerliche Lebensform. Verhaltenslehre und Moralerziehung nach den Vorgaben des Justus Lipsius zielten aber zudem darauf, den Menschen zur Lebenstauglichkeit durch eine akademische Bildung auszubilden, die einerseits den menschlichen Bildungsprozess des Individuums förderte, zudem aber Grundlagen für die spezifische Berufsbildung einschloss. „Bildung wird einerseits zur Privatangelegenheit, Bereich des Rückzugs in die schöne Welt der Klassizität einer gedachten Vollkommenheit, und andererseits zum kulturellen Anspruch der Öffentlichkeit, Grundlage der Bewährung im Dienste der Allgemeinheit.“
Spannungsreich und zugleich befruchtend stellte sich das Verhältnis des Humanismus und seiner Anhänger zum Aufkommen der neuzeitlichen Naturwissenschaften dar. Für die Rechtsentwicklung wurden durch den niederländischen Späthumanisten Hugo Grotius wichtige Impulse gesetzt. Im 20. Jahrhundert entstand als gesonderte psychologische Schule die Humanistische Psychologie. Formen eines politischen Humanismus wurden seit der Mitte des 20. Jahrhunderts auch im geteilten Deutschland entwickelt und gesellschaftlich organisiert.
Der als Heilmittel gegen den Verfall der Bildung in Deutschland besonders von Werner Jaeger nach dem Ersten Weltkrieg initiierte „dritte Humanismus“ hatte die beabsichtigte Wirkung verfehlt, sodass eine breitenwirksame Wiederbelebung der griechischen Antike als Bildungskerngut an den realen Umständen und Herausforderungen der Zeit scheiterte. In Auseinandersetzung mit Jaeger, der einen politischen Humanismus zwar angestrebt, aber verfehlt habe, plädierte Bruno Snell für einen handlungsorientierten politischen Humanismus. Während der Jaegersche Ansatz weder Engagement noch Verpflichtung vorgesehen habe und so lediglich akademische Attitüde geblieben sei, ging es für Snell bei einem politischen Humanismus um bedeutsame Erfahrungen, die bei aller Verschiedenheit der geschichtlichen Voraussetzungen vielleicht Musterbilder ergäben, aus denen etwas zu lernen wäre. Er verwies darauf, dass die amerikanische Unabhängigkeitserklärung, mehr noch die Verfassung der Vereinigten Staaten auf antiken Grundlagen beruhten, und führte dabei Aspekte der Präambel wie die Sorge für Gerechtigkeit, für inneren Frieden, gemeinsame Verteidigung, allgemeine Wohlfahrt und nachhaltige Freiheitssicherung an. Ihre Entstehung und erste politische Bedeutung verdankten diese Leitvorstellungen dem in Sparta wirkenden Tyrtaios und dem Athener Solon im 7. bzw. 6. Jahrhundert v. Chr.
Der Unterschied zwischen ästhetischem und politischem Humanismus liegt laut Snell darin, dass man bei ersterem die großen, vorbildhaften klassischen Werke habe, die sich allerdings der Theorie entzögen; für den politischen Humanismus verfüge man hingegen über die theoretischen Gedanken, die sich jedoch im Altertum ungenügend verwirklicht hätten. „Aber gleich ist in beiden Fällen, daß etwas von den Griechen Gewonnenes über sich hinaus weist, daß es ein immer wieder von neuem zu Gewinnendes ist.“

### Humanismus und Naturwissenschaften
Die Anfänge der neuzeitlichen Naturwissenschaften im 16. Jahrhundert standen in einem spannungsreichen, aber auch fruchtbaren Verhältnis zum Humanismus. Dies zeigte sich u. a. in der Scheidung beider Sphären hinsichtlich des Lernstoffs bzw. Bildungsangebots. Wie die humanistischen Lehrpläne in den Schulen zunächst keinen Raum für Naturwissenschaften boten, hielt es die naturwissenschaftliche Forschung umgekehrt ebenso: Mit humanen Unwägbarkeiten wollte sie sich so wenig abgeben, wie anderseits die Geisteswissenschaften das Humanum keiner Naturgesetzlichkeit zu unterwerfen bereit waren.
Dennoch sind auch Bedingungs- und Wirkungszusammenhänge feststellbar. Zum einen erstreckte sich die intensive Befassung mit antiken Schriften nicht nur auf Dichtung und Philosophie, sondern betraf auch die wichtigsten Werke u. a. von Euklid, Apollonios von Perge, Archimedes und Pappos. Zudem lehrte die humanistische Philologie mit ihren textkritischen und vergleichenden Methoden ein rationales Denken der Vorurteilslosigkeit und der wissenschaftlichen Prüfung von Sachverhalten. Latein als einheitliche Wissenschafts- und Gelehrtensprache bestimmte auch die Terminologie der Naturwissenschaften. Andererseits favorisierten Humanisten für den Gebrauch in der Verwaltung und in der Volkserziehung auch die Muttersprachen. Indem auch Techniker und Praktiker die Naturwissenschaften betrieben und in Technologien umsetzten, wurde die Verbreitung wissenschaftlichen Schrifttums in den Landessprachen gefördert. Davon wurde in den Naturwissenschaften zunehmend Gebrauch gemacht.
Botanik, Zoologie und Mineralogie entfalteten sich im Zuge der philologischen Beschäftigung mit den antiken Texten nicht nur aufgrund von technisch-praktischem Interesse, sondern auch mit Hilfe des humanistischen Interesses an der gewissenhaften Darstellung des überlieferten Wissens. Im 16. Jahrhundert gab es zahlreiche Auflagen der Geometrie Euklids, der Naturalis historia (Naturgeschichte) des Plinius und der Medizin des Dioskurides. Die Werke Galens erschienen bis 1598 in insgesamt 660 Editionen.
In der aus ihren Gesetzmäßigkeiten zu erklärenden Wirklichkeit und in der Ablehnung der Metaphysik lag ein gemeinsames Interesse der sich ausdifferenzierenden Geistes- und Naturwissenschaften. Sie stellten sich gegen die „Mystifikation des Heilswissens“ durch Theologen und Kirchenfürsten wie auch gegen das pragmatische Herrschaftswissen der weltlichen Fürsten. Sie brachten den Zeitgeist hervor, „indem sie zwischen politisch dahinsinkendem Papsttum, aufsteigendem Nationalstaat und auf Servitut [Dienstbarkeit] fixierter Universität die freie Meinung unabhängiger Intelligenz durchsetzten und der Wissenschaft ‚herrschaftsfreie‘ Erkenntnis“ zurückgewannen.

### Rechtsentwicklung im Zeichen des Humanismus
Es war der niederländische Späthumanismus, der den Humanitätsbegriff des Völkerrechts mit stoizistischem Moralbewusstsein verband. Bei der Schaffung einer neuen rechtlichen Ordnung der Welt wurde menschliche Vernunft maßgeblich. „Das bürgerliche Bildungsbewußtsein lernt, mit der Natur auf andere Weise umzugehen, analog dem Naturverständnis der Naturwissenschaften. Die Welt ist nicht mehr sakrosankte Schöpfung; und aus einer nach ‚natürlichen‘ Gesetzen geordneten Natur wird das ‚natürliche‘ Recht des Menschen abgelesen.“
Auf der Grundlage erasmischer Ideen und aufbauend auf den Lehren der katholischen Spanischen Spätscholastik entwickelte Hugo Grotius mit seinem Werk De jure belli ac pacis die Grundlagen des modernen Völkerrecht. Im Zuge der Säkularisierung traten die Juristen die Nachfolge der Geistlichen als wegweisende Autoritäten in einer nicht mehr hauptsächlich kirchlich geprägten Weltordnung an. Für ein Jahrhundert gelangte die Jurisprudenz und mit ihr das humanistisch erarbeitete und erweiterte römische Recht in der Rangfolge der Wissenschaften an die Spitze. Das ergab sich aus der Schaffung einer Rechtsgeschichte samt systematischer Quellenkritik sowie aus der Entwicklung eines Naturrechtsbegriffs und der Verbindung von Natur- und Völkerrecht. Grotius selbst folgerte: „Das Naturrecht ist so unveränderlich, daß es selbst von Gott nicht verändert werden kann.“

### Humanistische Psychologie
Die humanistischen Theorien in der Psychologie wurden maßgeblich von Abraham Maslow und Carl Rogers geprägt. Die Persönlichkeit entwickelt sich mit dem Ziel, sich selbst zu verwirklichen. Die eigenen Fähigkeiten und Talente sollen entwickelt werden, um das innere Potential zu realisieren. Das Streben nach Selbstverwirklichung ist zugleich der „Organisator all der unterschiedlichen Kräfte, deren Zusammenspiel ununterbrochen das erschafft, was eine Person ausmacht … Dieses angeborene Streben nach Selbsterfüllung und nach Realisierung des eigenen einzigartigen Potentials ist eine konstruktive leitende Kraft, die jede Person im Allgemeinen zu positiven Verhaltensweisen und zur Weiterentwicklung des Selbst bewegt.“

### „Realer Humanismus“ in der DDR
Orientiert am Leitbild des von Karl Marx vorgestellten realen Humanismus (siehe unten), wurde in der Deutschen Demokratischen Republik die Umwandlung des bürgerlichen Humanismus, vormals „Angelegenheit einer herrschenden Minderheit“, zur Massenangelegenheit propagiert: als „Entschluß zur tätigen Anteilnahme an den Bestrebungen unserer Zeit, das Bestehende zu ändern und durch Besseres zu ersetzen“, hieß es bei Heinrich Deiters. „Wenn wir auf die Geschichte der Menschheit seit der Wende vom 19. zum 20. Jahrhundert zurücksehen, so entdecken wir die Quellen, aus denen sich der neue Humanismus hauptsächlich genährt hat. Es sind die Kämpfe aller fortschrittlichen Menschen für einen gesicherten Frieden und für eine demokratische Staatsordnung, die Kämpfe der Werktätigen gegen die Reste der feudalen Eigentumsverhältnisse und das Monopolkapital, die Kämpfe der Kolonialvölker um ihre politische Selbstständigkeit.“ Im Gegensatz zum idealistischen Vorläufer entwickle der reale Humanismus seine Programmatik „aus der vollen Wirklichkeit und wendet sie auf die volle Wirklichkeit an“. Somit werde der Gegensatz von Geist und Materie aufgehoben, der Mensch demnach nun als Einheit behandelt.

### Humanistisches Engagement in der Bundesrepublik Deutschland

„Happy Human“, Symbol der International Humanist and Ethical Union

In der bereits seit Anfang der 1950er Jahre in den europäischen Einigungsprozess einbezogenen Bundesrepublik Deutschland, die nach dem verheerend gescheiterten Nationalsozialismus ebenfalls zu anderen politischen und weltanschaulichen Ufern aufbrach, ging die Wiederbelebung eines humanistischen Engagements unter neuen Vorzeichen von Bürgervereinigungen in Selbstorganisation aus.
Die 1961 gegründete überkonfessionelle Humanistische Union, die sich hauptsächlich für den Schutz und die Durchsetzung der Menschen- und Bürgerrechte einsetzt, strebt vor allem die Verwirklichung des Gebots zur Achtung der Menschenwürde und des Rechts auf freie Entfaltung der Persönlichkeit an. Zu den vorrangigen Betätigungsfeldern zählen die Aufarbeitung von Bürgerrechtsverletzungen und die Förderung politischer Partizipation.
Mitglied in der Europäischen Humanistischen Föderation ist der Humanistische Verband Deutschlands, der 1993 als Zusammenschluss diverser älterer Freidenker- und humanistischer Vereinigungen gegründet wurde. Vorrangig wichtig ist den Mitgliedern der Einsatz für Menschenrechte, Frieden, Gleichberechtigung der Geschlechter und eine wissenschaftliche Welterklärung. Sie lehnen jeden Dogmatismus ab und favorisieren den Dialog auf der Grundlage rational nachvollziehbarer Begründungen. Zu den Leitprinzipien gehören Weltlichkeit, Selbstbestimmung, Solidarität und Toleranz. Hauptbetätigungsfelder sind laut Selbstauskunft praktische Lebenshilfe, Erziehung, Bildung und Kultur.
Seit 2004 tritt die Giordano-Bruno-Stiftung für eine Weiterentwicklung und Verbreitung des Konzepts des evolutionären Humanismus ein. Stiftungsvorstand Michael Schmidt-Salomon veröffentlichte 2005 das Buch Manifest des evolutionären Humanismus, das mit einer verkauften Auflage von 50.000 Exemplaren eine gewisse Verbreitung erhielt.
Die 2014 gegründete Partei der Humanisten bekennt sich zu den Werten des Humanismus, dem Transhumanismus und evolutionären Humanismus. Nach ihrer Auffassung ist das Leben in einer humanistischen Gesellschaft ausschließlich durch gemeinschaftlich vereinbarte Normen geregelt, die sich aus einer kritisch-rationalen und wissenschaftlich fundierten Auseinandersetzung mit der Realität ergeben. Humanistische Politik dient nach dem Verständnis der Partei dem Menschen und keinen Religionen, Ideologien, Dogmen oder Kollektiven. Sie sehen den Bürger als aufgeklärt und selbstbestimmt.

## Neuartige Humanismuskonzepte in der Philosophie der Moderne

### Karl Marx
Karl Marx hat den Begriff Humanismus aufgegriffen und im Rahmen seiner Lehre mit neuem Inhalt gefüllt. Er setzte den Kommunismus mit einem atheistischen Humanismus gleich. Der Kommunismus hebe das Privateigentum auf, das Ausdruck menschlicher Selbstentfremdung sei.
Der Kommunismus sei deshalb die „wirkliche Aneignung des menschlichen Wesens durch und für den Menschen; darum als vollständige, bewußt und innerhalb des ganzen Reichtums der bisherigen Entwicklung gewordene Rückkehr des Menschen für sich als eines gesellschaftlichen, d. h. menschlichen Menschen. Dieser Kommunismus ist als vollendeter Naturalismus Humanismus, als vollendeter Humanismus Naturalismus, er ist die wahre Auflösung des Widerstreites zwischen dem Menschen mit der Natur und mit dem Menschen, die wahre Auflösung des Streits zwischen Existenz und Wesen, zwischen Vergegenständlichung und Selbstbestätigung, zwischen Freiheit und Notwendigkeit, zwischen Individuum und Gattung.“

### Jacques Maritain
Der katholische Philosoph Jacques Maritain vertrat im 20. Jahrhundert einen christlichen Humanismus. Dieser sei aber erst dann integral, wenn der Mensch in seinem wahren Wesen, in seiner Bindung an Gott und seiner Erneuerung durch Gott erfasst werde. Die modernen Auffassungen von Humanismus sollten mit der von der mittelalterlichen Scholastik entwickelten Seinslehre verbunden werden.

### Jean-Paul Sartre
In seinen vor 1945 veröffentlichten Werken nahm Jean-Paul Sartre eine kritische Haltung zum Humanismus ein oder verschwieg ihn. Erst in dem 1945 publizierten Essay L’existentialisme est un humanisme bekannte er sich zu einem eigenen Humanismuskonzept, dem existentialistischen Humanismus. Dieser Humanismus betont die Eigenverantwortlichkeit des Menschen. Für Sartre ist der Existenzialismus „eine Lehre der Tat“. Er entwarf einen Humanismus im Gewand der Moderne: Die Existenz geht der Essenz voraus. Der Mensch tritt in die Welt ein und erst dann entwirft bzw. erfindet er sich selbst. Der Mensch ist nichts anderes als das, wozu er sich in seiner totalen Freiheit macht. Deshalb ist er auch für das, was er ist, verantwortlich. Dies verleiht ihm seine Würde. Das Leben hat a priori keinen Sinn. Der Mensch wählt sich seine Moral, sie ist seine Schöpfung und Erfindung. Mit sich selbst erschafft der Mensch ein Vorbild. Der Mensch ist nichts Anderes als sein Leben. Er ist die Summe seiner Handlungen, seiner Beziehungen und Unternehmungen. Er existiert nur in dem Maße, in dem er sich selbst verwirklicht.

„Es gibt kein anderes Universum als ein menschliches, das Universum der menschlichen Subjektivität. Diese Verbindung von den Menschen ausmachender Transzendenz – nicht in dem Sinn, wie Gott transzendent ist, sondern im Sinn von Überschreitung – und Subjektivität in dem Sinn, dass der Mensch nicht in sich selbst eingeschlossen, sondern immer in einem menschlichen Universum gegenwärtig ist, das ist es, was wir existentialistischen Humanismus nennen.“

Sartre beschrieb sein Konzept als einen „Humanismus des Bedürfnisses“, den er dem „Humanismus der Arbeit“ – der Idee der Leistungsgerechtigkeit – als Alternative entgegenstellte. Der Humanismus des Bedürfnisses sei der einzige, der die ganze Menschheit zum Gegenstand habe; er beruhe auf dem Prinzip, dass das Bedürfnis und nicht das Verdienst Recht schaffe (Bedarfsgerechtigkeit). Die Beseitigung des Verdienstes sprenge die letzte Schranke, die die Menschen trenne.

### Erich Fromm
In den Jahren von 1961 bis 1978 veröffentlichte Erich Fromm mehrere Aufsätze und Reden, die in dem Sammelband Humanismus als reale Utopie herausgegeben wurden. Die Entfremdung ist nach Fromm die Krankheit des modernen Menschen. Der Mensch wird zum Götzendiener, der das Werk seiner eigenen Hände anbetet. Er ist nur noch damit beschäftigt zu arbeiten, um konsumieren zu können. Er möchte viel haben, statt viel zu sein. Machtstreben, Vergnügungssucht und Besitz verdrängen Liebe, Freude und persönliches Wachstum. Ängstlichkeit verbindet sich mit der Unfähigkeit, zu lieben. Der moderne Mensch flieht in ein leeres Geschäftigsein. An die Stelle der traditionellen Werte des Guten, Schönen und Wahren, die der Entfaltung des Menschen dienten, ist der technologische Wert getreten: Das technisch Mögliche wird zum Selbstzweck; ist etwas technisch möglich, dann wird es auch getan.
Nach Fromm soll man sich der humanistischen Alternative bewusst werden. Der Humanismus geht vom fühlenden, lebendigen, leidenden und denkenden Menschen als der zentralen Kategorie aus. „Bei diesem Bezugsrahmen besteht der Sinn des Lebens in der völligen Entwicklung der menschlichen Eigenkräfte, insbesondere in der von Vernunft und Liebe, im Transzendieren der Enge des eigenen Ichs und in der Entwicklung der Fähigkeit, sich hingeben zu können, in der vollen Bejahung des Lebens und von allem Lebendigen im Unterschied zur Anbetung von allem Mechanischen und Toten.“ Über das Unbewusste kann man den Kontakt zum ganzen, universalen Menschsein gewinnen:

„Haben wir aber mit dem ganzen Menschen in uns Kontakt, dann gibt es nichts Fremdes mehr. Es gibt kein Verurteilen anderer mehr aus einem Gefühl der eigenen Überlegenheit […] Der Mensch steht heute vor der Wahl: Entweder wählt er das Leben und ist zur neuen Erfahrung von Humanismus fähig, oder die neue ‚eine Welt‘ wird nicht gelingen.“

Die Liebe ist der Hauptschlüssel, mit dem sich die Tore zum persönlichen Wachstum öffnen lassen. Die Praxis der Liebe ist das menschlichste Tun, das den Menschen ganz zum Menschen macht und ihm zur Freude am Leben gegeben ist.

### Julian Huxley
In dem 1961 erschienenen Werk The humanist frame legte Julian Huxley das Konzept des evolutionären Humanismus vor. Aus Sicht Huxleys ist die Wissenschaft in der Lage, im Rahmen einer allgemeinen Theorie der Evolution nicht nur die biologische Evolution, sondern auch anorganische Entwicklungen wie die Sternenentwicklung auf der einen Seite sowie auch menschliche und soziale Entwicklungen auf der anderen Seite zu erklären. Den Menschen sieht Huxley dabei als das höchste Produkt der Evolution an, der zudem fähig sei, die Evolution zu kontrollieren und, beispielsweise durch Gentechnik am Menschen, voranzutreiben. Gleichwohl erkannte er an, dass wissenschaftliche Erkenntnisse stets fehleranfällig und somit korrekturbedürftig sind und auch ethisch-politische Normen einem historischen Entwicklungsprozess unterliegen.

### Daisaku Ikeda
Der japanische Denker Daisaku Ikeda legte einen Humanismus-Entwurf vor, der einen universalen Humanismus in Verbindung von östlicher und westlicher Tradition entwickelt und als Leitbild für die Weltgemeinschaft vorschlägt.

### Mouhanad Khorchide
Der österreichische Professor Mouhanad Khorchide vertritt eine islamische Auslegung des Humanismus.

## Kritik

### Kulturwissenschaftliche und philosophische Kritik
Martin Heidegger antwortete 1947 mit seinem Brief über den »Humanismus« auf eine Anfrage des französischen Philosophen Jean Beaufret. Er warf dem klassischen Humanismus vor, dass in seiner Bestimmung des Menschen als vernünftiges Subjekt die eigentliche Würde des Menschen noch nicht erfahren sei und er die Humanitas des Menschen nicht hoch genug angesetzt habe. Die Philosophie sei schon bei antiken griechischen Denkern zur Metaphysik entartet. Das Wesen des Menschen müsse anfänglicher erfahren werden. Heideggers fundamentale Kritik am Humanismus betrifft nicht nur eine als verhängnisvoll betrachtete historische Entwicklung, sondern läuft auf die Forderung hinaus, den Humanismus als von vornherein verfehlten Ansatz aufzugeben.
Helmuth Plessner kritisierte den Humanismus aus der Sicht des Historismus kulturrelativistisch: Die Geschichte der eigenen und der fremder Kulturen habe gezeigt, dass die Selbstauffassung des Menschen im Sinne einer Idee, was der Mensch sein solle, vom Menschen selbst geschichtlich und unter kulturell-kontingenten Annahmen hervorgebracht worden sei, also keinen Anspruch auf allgemeine Geltung erheben könne. So zeige die Erfahrung, „daß die Selbstauffassung des Menschen als Selbst-Auffassung, als Mensch im Sinne einer […] ‚Idee‘ selbst ein Produkt seiner Geschichte bedeutet, die Idee Mensch, Menschlichkeit von ‚Menschen‘ eroberte Konzeptionen sind, denen das Schicksal alles Geschaffenen bereitet ist, untergehen […] zu können.“
Er setzt dem eine Anthropologie entgegen, die die wesentliche Unergründlichkeit des Menschen ins Zentrum stellt: Was der Mensch sei, lasse sich nicht ergründen, denn der Mensch sei kein abgeschlossenes, sondern ein unfertiges Wesen. Diese Einsicht beende auch die Überheblichkeit einer missionierenden christlich-europäischen Kultur, die meine, die Menschlichkeit erst den anderen Kulturen bringen zu müssen.
Michel Foucault stellt sich die Frage, wie man als freier Mensch leben könne. Er wettet darauf, dass „der Mensch verschwindet wie am Meeresufer ein Gesicht im Sand“. Dabei ist „der Mensch“ für Foucault eine epistemologische Denkfigur und lediglich ein Element in einem dem Subjekt notwendig vorausgehenden Gesamtzusammenhang. Das Subjekt kann nicht mehr Ursprung aller Erkenntnis und Wahrheit sein. Im Humanismus sieht Foucault die dunkle Seite der Aufklärung:

„Ich verstehe unter Humanismus die Gesamtheit der Diskurse, in denen man dem abendländischen Menschen eingeredet hat: Auch wenn du die Macht nicht ausübst, kannst du sehr wohl souverän sein. […] Je besser du dich der Macht unterwirfst, die über dich gesetzt ist, umso souveräner wirst du sein. Der Humanismus ist die Gesamtheit der Erfindungen, die um diese unterworfenen Souveränitäten herum aufgebaut worden ist: die Seele (souverän gegenüber dem Leib, Gott unterworfen), das Gewissen (frei im Bereich des Urteils, der Ordnung der Wahrheit unterworfen), das Individuum (souveräner Inhaber seiner Rechte, den Gesetzen der Natur oder den Regeln der Gesellschaft unterworfen).“

Für Foucault ist Humanismus nichts anderes als eine Säkularisierung idealistischer Gedanken. Es gebe weder ein Wesen des Menschen noch objektive und universelle Menschenrechte. Es bestehe auch keine überhistorische Norm, die das Wesen des Menschen bestimmen könne. Es handele sich beim Humanismus um den trügerischen Versuch von Selbstrechtfertigungen, die davon ablenken sollen, dass es dem Menschen wie allen Lebewesen um das bloße Funktionieren ohne irgendwelche höheren Zwecke gehe. Den Gedanken des Humanismus, dass der Mensch sich selbst Zweck sein könne, weist Foucault ab.
Nicht der Mensch nehme die Stelle Gottes ein, sondern das System. Tatsächlich denke man innerhalb eines anonymen und zwingenden Gedankensystems einer bestimmten Sprache und Epoche. Die noch von Sartre verfochtene Freiheit sei letztlich eine Illusion. Mit dieser Erkenntnis werde die Idee vom Menschen überflüssig. Sie sei nur ein Hindernis, die wahren Zusammenhänge zu erkennen. Das am meisten belastende Erbe, das uns aus dem 19. Jahrhundert zufalle, sei der Humanismus. Alle politischen Regime des Ostens oder des Westens brächten ihre schlechte Ware unter der Flagge des Humanismus durch: „All diese Herzensschreie, alle diese Ansprüche der menschlichen Person, der Existenz sind abstrakt: d. h. abgeschnitten von der wissenschaftlichen und technischen Welt, die nämlich unsere wirkliche Welt ist. Was mich gegen den Humanismus aufbringt, ist der Umstand, dass er nur noch der Wandschirm ist, hinter den sich reaktionärstes Denken flüchtet […] Der Versuch, der gegenwärtig von einigen unserer Generation unternommen wird, besteht daher nicht darin, sich für den Menschen gegen die Wissenschaft und gegen die Technik einzusetzen, sondern deutlich zu zeigen, dass unser Denken, unser Leben, unsere Seinsweise bis hin zu unserem alltäglichsten Verhalten Teil des gleichen Organisationsschemas sind und also von den gleichen Kategorien abhängen wie die wissenschaftliche und technische Welt.“

### Religiöse Kritik
Christliche Humanismuskritik wendet sich gegen den anthropozentrischen, als „weltlich“ betrachteten Ansatz der humanistischen Modelle, der als unvereinbar mit dem christlichen Konzept eines auf Gott ausgerichteten Lebens angesehen wird. Christliche Kritiker des Humanismus missbilligen nicht nur die glaubensferne, teils religionsfeindliche Haltung vieler Humanisten, sondern verwerfen auch den „christlichen Humanismus“, in dem sie einen Versuch der Harmonisierung von Unvereinbarem sehen. Im englischsprachigen Raum ist secular humanism („weltlicher Humanismus“) ein Kampfbegriff in Auseinandersetzungen um Religion und Christentum.
Der evangelische Dogmatiker Karl Barth meinte, man müsse in erster Linie von einem Humanismus Gottes sprechen: von der Liebe Gottes zum Menschen. Der Mensch als das von Gott bewirkte Wesen solle sich aus seiner irdischen Wirklichkeit in das Geheimnis seines Ursprungs öffnen. Dabei erfahre er dann die Heiligung der Gnade, den Humanismus Gottes. Die weltlichen Humanismen seien eigentlich überflüssig. Sie seien nur „abstrakte Programme“ gegenüber der von den Evangelien verkündeten Gotteskindschaft des Menschen.
Für den im 20. Jahrhundert sehr einflussreichen evangelischen Theologen Rudolf Bultmann ist der Humanismus ein Glaube an den Adel des Menschen als Geistwesen. Der Geist verwirkliche sich im Wahren, Guten und Schönen. Diese Ideen bestimmten Wissenschaft, Recht und Kunst. Der Humanismus mache die Welt so zur Heimat des Menschen. Dagegen sei für das Christentum die Welt die Fremde. Der christliche Glaube entweltliche den Menschen. Gott als schlechthin jenseitiger sei von der Welt geschieden. Der Mensch als Sünder bedürfe der Gnade, da er nicht so sei, wie er sein solle. Die Gnade Gottes befreie den Menschen von sich selbst und mache ihn zu einem neuen Geschöpf. Der christliche Glaube bedürfe deshalb des Humanismus nicht, es bestehe vielmehr ein Widerspruch. Der einzelne Christ sei aber auf den Humanismus angewiesen, weil er die Welt durch Wissenschaft, Recht und Kunst beherrschbar mache.

### Kritik am „unzeitgemäßen“ Charakter des traditionellen Humanismus
Im 20. und 21. Jahrhundert ist das klassische humanistische Bildungsideal oft als unzeitgemäß und wirklichkeitsfremd kritisiert worden. Selbst unter Altphilologen wurde und wird seine Realisierbarkeit teils skeptisch beurteilt. So befand Uvo Hölscher, angesichts eines „kränkelnden Humanismus“ sei der Anspruch, durch altsprachlichen Unterricht humanistische Bildung zu erwerben, eine „Donquichotterie“.
Volker Reinhardt meint, der Renaissance-Humanismus sei untergegangen, da er die historische Entwicklung nicht mehr habe erklären und die Probleme der Zeit nicht mehr habe lösen können. Daher sei es „anachronistisch und aussichtslos, solche qua Untauglichkeit untergegangenen Wertekanones und Vorstellungswelten in späteren, ihnen völlig fremden Epochen wieder beleben zu wollen“.

### Kritik an der Idealisierung antiker Vorbilder
Ein Vorwurf, der sich besonders gegen den noch im 20. Jahrhundert nachhaltig neuhumanistisch geprägten Gymnasialunterricht richtete, betraf das Bild der Antike, das den Schülern vermittelt wurde und damit einen maßgeblichen Einfluss auf die Vorstellungen einer breiten gebildeten Öffentlichkeit hatte. Das neuhumanistische Bild wurde als idealisierend und damit unhistorisch kritisiert; eine Antike, wie sie von vielen humanistischen Gymnasiallehrern dargestellt wurde, habe es in Wirklichkeit nie gegeben.
Schon der führende Gräzist Ulrich von Wilamowitz-Moellendorff (1848–1931) befand, die undifferenzierte Verherrlichung der Antike als Norm habe den Forschungsergebnissen nicht standhalten können. Er stellte fest: „Die Antike als Einheit und als Ideal ist dahin; die Wissenschaft selbst hat diesen Glauben zerstört.“
Hans Blüher, der die humanistische Bildung grundsätzlich vehement befürwortete, setzte sich in seiner 1927 veröffentlichten Abhandlung Die humanistische Bildungsmacht eingehend mit der Problematik der idealisierten Antike auseinander. Er meinte, es sei durch den Klassizismus, in Deutschland insbesondere durch den Einfluss der Weimarer Klassik, eine „Erstarrung der humanistischen Bildung“ eingetreten. Dadurch sei sie „in ihrer menschenfördernden Kraft“ zum Stillstand gekommen und habe, statt die Jugend zu bilden, „ganze Felder des seelischen Geschehens“ verheert. Diese These veranschaulichte Blüher anhand einer Analyse von Goethes Schauspiel Iphigenie auf Tauris, das damals nach seinen Worten „ein gängiges Thema der üblichen Oberlehrerpädagogik“ war. Es seien künstliche, lebensfremde Charaktere, die es in der Antike nie gegeben habe und auch sonst nie habe geben können, geschaffen und der Jugend als Vorbilder hingestellt worden. Ein irriges Bild der Antike, geprägt von „der Winckelmannschen Auffassung von der ‚edlen Einfalt und stillen Größe‘ der Griechen und ihrem ‚glücklichen Temperamente‘“, sei „in die Hände der Epigonen und Oberlehrer“ gekommen. Dies habe eine „Erziehung zur Verlogenheit, Verbogenheit und Schiefheit“ zur Folge gehabt. Dennoch sei und bleibe das humanistische Gymnasium „Garant der europäischen Kultur“: „Führende Europäer (…) sollten nur auf einem vollen Gymnasium erzogen werden. Wer nicht weiß, was Europa ist, der hat auch nicht mitzureden.“ Erforderlich sei allerdings zunächst eine radikale Reform der humanistischen Bildung.
Gleichzeitig mit Blüher übte auch Egon Friedell in ähnlichem Sinn Kritik an der seit dem 18. Jahrhundert herrschenden neuhumanistischen Bildungstradition. Im 1927 publizierten zweiten Teil seiner Kulturgeschichte der Neuzeit betitelte er ein Kapitel programmatisch Die Erfindung der Antike und konstatierte: „Wir wissen heute, daß das Altertum nicht antik war. (…) Was den sogenannten humanistisch Gebildeten vom Altertum zurückgeblieben ist, sind einige tote Kostümstücke (…) Wir wissen heute, dass es den Griechen mit dem Sonnenauge und den Römer mit der Erzstirn niemals gegeben hat, weil es ganz unmöglich ist, dass es solche Menschen zu irgendeiner Zeit und an irgendeinem Ort gegeben haben kann.“ Der Neuhumanismus habe eine „Karikatur und Marionette von Hellenentum“ konstruiert. Im Übrigen sei schon der Gedanke der Nachahmung klassischer Vorbilder eine Absage an die eigene Schöpferkraft und ein Armutszeugnis, auch eine Absage an den wahren Geist der bewunderten Griechen, der nicht nachahmend, sondern erfinderisch gewesen sei.
Einige Jahre später trat die britische Germanistin Eliza Marian Butler mit einer fundamentalen Kritik am neuhumanistischen Einfluss auf die deutsche Literatur seit dem 18. Jahrhundert hervor. 1934 veröffentlichte sie ihre Untersuchung The Tyranny of Greece over Germany, die im englischsprachigen Raum viel Beachtung fand. Butler meinte, es seien Phantasievorstellungen über das antike Griechenland kultiviert worden, was verhängnisvolle Auswirkungen gehabt habe. Führende Vertreter eines wirklichkeitsfremden klassizistischen Ideals seien bezeichnenderweise selbst nie in Griechenland gewesen.

## Mögliche Gegenwartsbedeutung und Zukunftsperspektiven
Eine zeitgemäße humanistische Bildung kann nicht einfach geschichtliche Modelle kopieren oder die Antike schlicht als Vorbild anpreisen. Gleichwohl plädiert der Humanismusforscher August Buck dafür, in Anbetracht der vielfältigen Durchdringung der europäischen Kultur mit antiken Elementen die Erfahrungen der Antike für die Gegenwart nutzbar zu machen. Dabei könnten neben und nach der antiken „Anthropologie“, die so lange im Zentrum des humanistischen Bildungswesens stand, auch die naturwissenschaftlichen Erkenntnisse der Antike für Gegenwart und Zukunft fruchtbar gemacht werden. Buck verweist unter anderem auf Werner Heisenbergs Studie Gedanken der antiken Naturphilosophie in der modernen Physik, in der es heißt:

„Vor allem sind es zwei Gedanken der ersten griechischen Philosophen, die noch heute den Weg der exakten Naturwissenschaften bestimmen und die daher vor allem unser Interesse beanspruchen können. Die Überzeugung vom Aufbau der Materie aus kleinsten unteilbaren Einheiten, den Atomen, und der Glaube an die sinngebende Kraft mathematischer Strukturen.“

Jörn Rüsen versteht Humanismus als „eine kulturelle Orientierung der menschlichen Lebenspraxis, die ihre entscheidenden Gesichtspunkte einer Deutung des Menschseins entnimmt“. Im Sinne von Kants Kategorischem Imperativ sei der Mensch nicht Mittel für die Zwecke anderer, sondern zu eigenen Zwecken begabt und mit je eigener Würde ausgestattet. Die Sache des Humanismus in der Gegenwart sieht Rüsen zwischen Abgelebtheit und Wiederbelebungsfähigkeit schwankend. Einen zukunftstauglichen Humanismus, der das fundamentale Merkmal kultureller Differenz im Globalisierungsprozess einbeziehen müsste, hält er für möglich, aber an bestimmte Voraussetzungen gebunden:
- Ergänzung des Menschenbildes um das gerade im 20. Jahrhundert drastisch zutage getretene Inhumanitätspotential;
- anpassungsoffene Behauptung des universellen Geltungsanspruchs der Menschen- und Bürgerrechte durch deren „Historisierung in einen offenen Entwicklungsprozess hinein“;
- Überwindung der ethnozentristischen Elemente in der humanistischen Anthropologie aus kritischer Anerkennung der Vielfalt der Traditionen und der kulturellen Verschiedenheit;
- Humanisierung der Vernunft im interkulturellen Diskurs;
- Reintegration der Natur in das Selbstverständnis des Menschen als Kulturwesen: „Immerhin nehmen wir Menschen in unsere kulturellen Aktivitäten und in die humanen oder auch inhumanen Selbsthervorbringungen unseres Selbst die Natur in Form unseres Körpers immer mit hinein. Wir bleiben auch dort Natur, wo wir uns zu den Höhen geistiger Selbstzweckhaftigkeit aufschwingen.“[90]

Der Philosoph und Aktionskünstler Philipp Ruch formuliert mit dem Zentrum für politische Schönheit seit 2009 einen „aggressiven Humanismus“, weil die deutschen Menschenrechtsorganisationen „schwach, mutlos und (im Nutzen) äußerst fragwürdig abschneiden“. Die Kritik am gemäßigten kompromissbereiten Vorgehen im Kampf um die Menschenrechte („Das Hauptinstrument der deutschen Menschenrechtsorganisationen ist die Pressemitteilung. Darin wird mit Vorliebe appelliert, protestiert und randaliert.“) ist immer wieder das zentrale Anliegen des Zentrum für politische Schönheit.
Die Frage, wie die zeitgemäße Ausrichtung eines Humanismus der Gegenwart beschaffen sein könnte oder müsste, stellt sich nicht nur im Lichte seines historisch-abendländischen Werdegangs, sondern neuerdings auch unter dem Eindruck von begrifflich und inhaltlich herausfordernden Ableitungen wie Transhumanismus und Posthumanismus. Für den ersteren ist der Mensch ein unvollendetes Produkt der biologischen Evolution, das der Optimierung bedarf, etwa mit gentechnischen Mitteln oder mit dem Einsatz von „bewusstseins- und intelligenzverstärkenden“ Drogen und Diäten. Für den Posthumanismus wiederum stellt der herkömmliche Mensch ein Auslaufmodell dar, das von seinen technischen Schöpfungen überholt wird und künstlichen Intelligenzen sowie Robotern als neuen Triebkräften der Evolutionsgeschichte weicht.
Dagegen reklamiert Peter Cornelius Mayer-Tasch im Geiste humanistischer Selbstbestimmung und Eigenverantwortlichkeit die Wahrung des rechten Verhältnisses zwischen Geschöpf und Schöpfung. Es bestehe ein oft unerkannter, aber grundlegender Unterschied zwischen selektiver Nutzung wissenschaftlicher Entwicklungen und der Unterwerfung unter deren Gesetzlichkeiten. Zu den Voraussetzungen für die selbstbestimmte Entfaltung menschlicher Würde im humanistischen Sinne gehöre die Unverfügbarkeit und Unberechenbarkeit des Lebens, die Sterblichkeit, Hinfälligkeit und Fehlbarkeit des Menschen. Erst aus dem Zusammenspiel der Erfahrungen von Sonnen- und Schattenseiten des Lebens könne sich sittliche Bejahung und Verneinung ergeben, ebenso die Ausbildung von Mitgefühl und Verantwortungsbewusstsein. Für am Leitbild von Maß und Mitte geschulte Humanisten, so Mayer-Tasch, ist das posthumanistische Programm ein Irrweg: „Sinnstiftung und Sinnverwirklichung ist nun einmal dem aus Körper, Seele und Geist bestehenden Menschen vorbehalten. Er ist es, der die Maschinen nicht nur konzipiert, sondern stets aufs Neue programmiert.“ Der erstrebenswerte aufrechte Gang des Menschen in eine wie auch immer unsichere Zukunft ist demnach vor allem im Einklang mit weiterzuentwickelnden humanistischen Wertungen und Haltungen gut möglich.

## Humanistische Organisationen – alphabetische Listen
- Humanistische Organisationen
- Säkular-humanistische Organisationen